# 詹姆斯·艾布拉姆·加菲尔德
詹姆斯·艾布拉姆·加菲尔德（英語：James Abram Garfield，1831年11月19日—1881年9月19日）是第二十任美国总统，1881年3月4日上任，仅六个半月后就遇刺身亡。他是至今唯一在职时当选美國总统的联邦众议员。
加菲尔德出身东北俄亥俄贫困家庭，从威廉姆斯学院毕业后研读法律并当上律师，1857年加入共和党从政。1859至1861年，他在俄亥俄州参议院任职。加菲尔德反对南方邦联分裂国家，南北战争期间在联邦军服役，官拜少将，曾参与米德尔克里克之役、夏羅之役和奇卡莫加战役。1862年，他当选俄亥俄州第十九国会选区联邦众议员，此后持续任职十七年半。加菲尔德在国会始终坚定支持金本位，并以高超的演说功底闻名。他起初认可激进派共和党的重建思想，后来逐渐偏向以温和手段保障自由民的公民权利。
加菲尔德本无意入主白宫，但1880年共和党全国大会代表一直无法达成共识，最后在第36轮投票选中他为折衷人选。他在1880年总统大选中采用低调的前门廊竞选，以微弱优势战胜民主党候选人温菲尔德·斯科特·汉考克。担任总统的半年时间内，加菲尔德主张总统权威，反对参议院礼貌否决；他打击邮政部腐败，曾任命美国最高法院大法官。加菲尔德强调总统权威，不顾极具影响的纽约州联邦参议员罗斯科·康克林反对，坚持任命威廉·罗伯逊担任油水颇丰的纽约港关税员职务，最后参议院批准任命，康克林愤而辞职。加菲尔德倡导发展农业技术，为选民提供教育，支持非裔美国人的公民权利。他还提出重大公务员制度改革，法案在他去世后由国会于1883年通过，再由继任总统職位的切斯特·艾伦·阿瑟签字颁布，史称《彭德尔顿公务员制度改革法》。
1881年7月2日，查尔斯·吉托因想在联邦政府求官遭拒后铤而走险，在华盛顿哥伦比亚特区巴尔的摩和波托马克火车站开枪打中加菲尔德，但加菲尔德没有马上丧命，直至同年9月19日死于医生诊治造成的感染。1882年6月，吉托因谋杀罪名成立处以极刑。

## 童年和早期经历

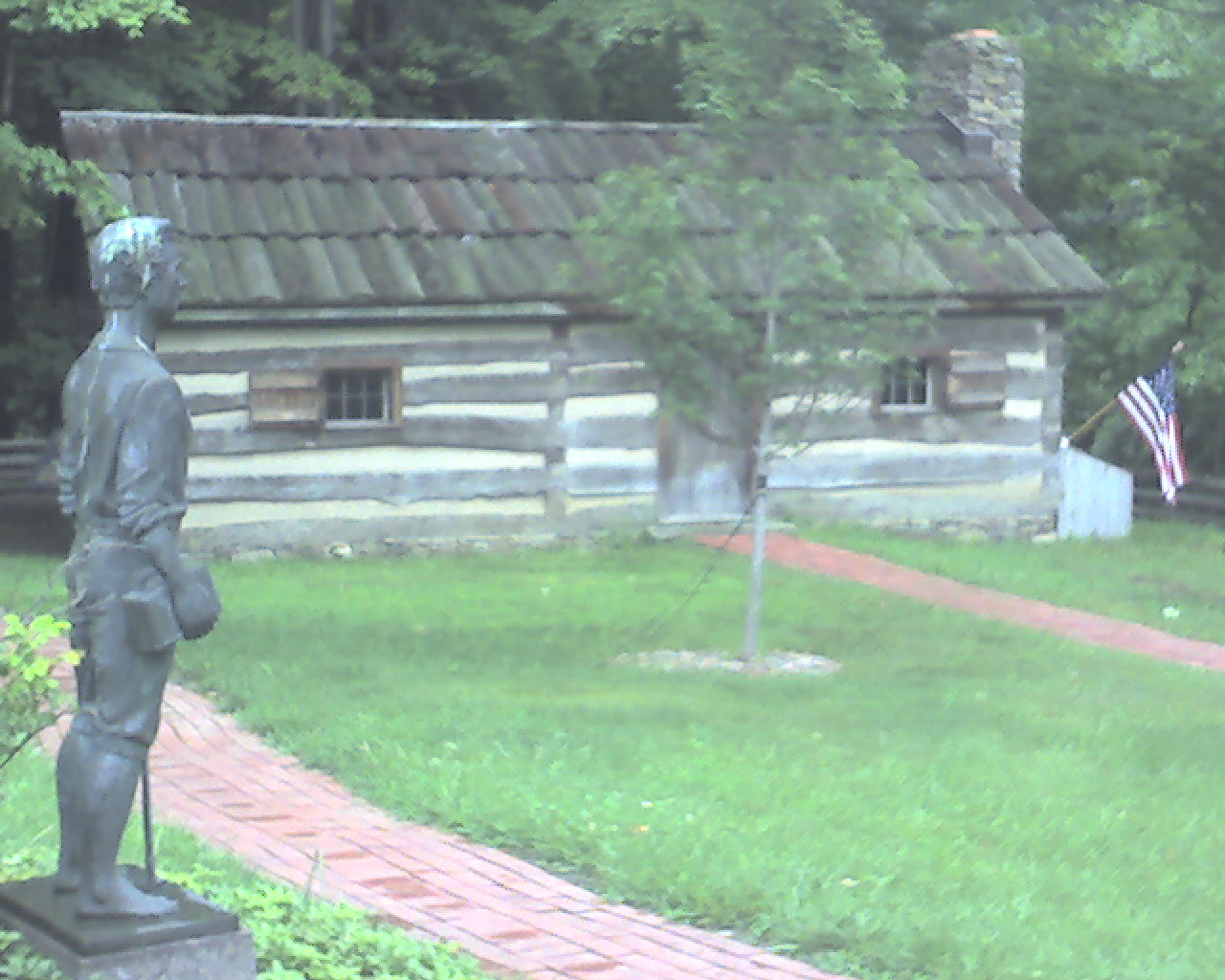
加菲尔德生于俄亥俄州莫尔兰高地，上图是他出生小木屋的复制品

1831年11月19日，詹姆斯·艾布拉姆·加菲尔德在俄亥俄州凱霍加縣奥兰治镇，今莫尔兰高地（Moreland Hills）境内的小木屋出生，是父母五个孩子中的老幺。奥兰治镇1800年前还是西部保留地，大部分定居者来自英格兰，加菲尔德也不例外。他的祖先爱德华·加菲尔德（Edward Garfield）1630年左右从英格兰華威郡希尔莫顿（Hillmorton）移民马萨诸塞。詹姆斯的父亲艾布拉姆（Abram）生于纽约州奧齊戈縣伍斯特（Worcester），前来俄亥俄州向青梅竹马的恋人求爱，但她此时已经结婚。艾布拉姆后来同昔日恋人之妹、生于新罕布什尔州的伊丽莎（Eliza）结婚，詹姆斯的名字源于夭折兄长。
1833年初，艾布拉姆和伊丽莎加入基督会，詹姆斯的一生因此改变。艾布拉姆同年去世，但伊丽莎意志顽强，在贫寒中坚持把孩子拉扯大。詹姆斯是妈妈最喜欢的孩子，两人一直关系亲密直到她去世。伊丽莎1842年再嫁沃伦·贝尔登（Warren Belden，或是“阿尔弗雷德·贝尔登”），但她很快就离开此人，两人1850年正式离婚。此事当时属于丑闻，但詹姆斯支持母亲，1880年贝尔登去世后，他还在日记中表示高兴。加菲尔德很喜欢听妈妈讲述他祖先的故事，特别是威尔士人曾曾祖父，以及曾是卡菲利城堡骑士的先辈。
家境贫寒又没有父亲的加菲尔德经常遭同辈嘲笑，此后一直对他人轻慢非常敏感。他不想面对同龄人，用所有能找到的书籍打发时间。1847年，16岁的加菲尔德离开家园，克利夫兰港口唯一的船上拒绝招他做工，加菲尔德于是在运河拖船上找到工作，负责照看拉船的骡子。 据1880年为加菲尔德撰写竞选传记的霍瑞修·愛爾傑记载，传主工作表现出色。
六周后，加菲尔德因生病回家，休养期间母亲和当地教育官员促使他承诺推迟返工一年去上学。1848年，他进入附近的吉奥格县切斯特镇（Chester Township）吉奥格神学院（Geauga Seminary）学习。据加菲尔德回忆，生于贫困对童年发展影响很大，18岁前的人生一直混混噩噩，不知何去何从。如果父亲健在，家中略有浮财，宝贵的17年时间足以让男孩成长为男人。

## 教育、婚姻和早期事业

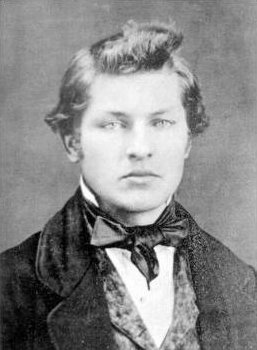
16岁的加菲尔德

1848至1850年，加菲尔德在吉奥格神学院学习学术课程，此前他根本没有时间了解这些科目。他学业出众，对语言和演说特别感兴趣。他认可演讲人对观众的影响，称演讲平台“令人激动”，自认很喜欢捍卫不得民心的真相，反击流行观点中的谬误。吉奥格神学院实行男女同校，加菲尔德很喜欢女同学卢克丽霞·鲁道夫，两人后来结为连理。为维持生计、支付学费，他给木匠打工，平常还到处教书。但他很不喜欢为教书四处奔波，此后一直很讨厌所谓的“寻位”，还把这种观念上升成“生活法则”。成年后，加菲尔德多次放弃政治意义不大的职位，令友人颇感惊讶。加菲尔德早期前往教堂主要是为让妈妈开心而不是敬拜天神，但他的宗教意识在20岁前觉醒，经常参加信徒露天聚会，并在1850年3月4日的聚会上重生，用冰凉的查格林河（Chagrin River）水受洗加入基督会。

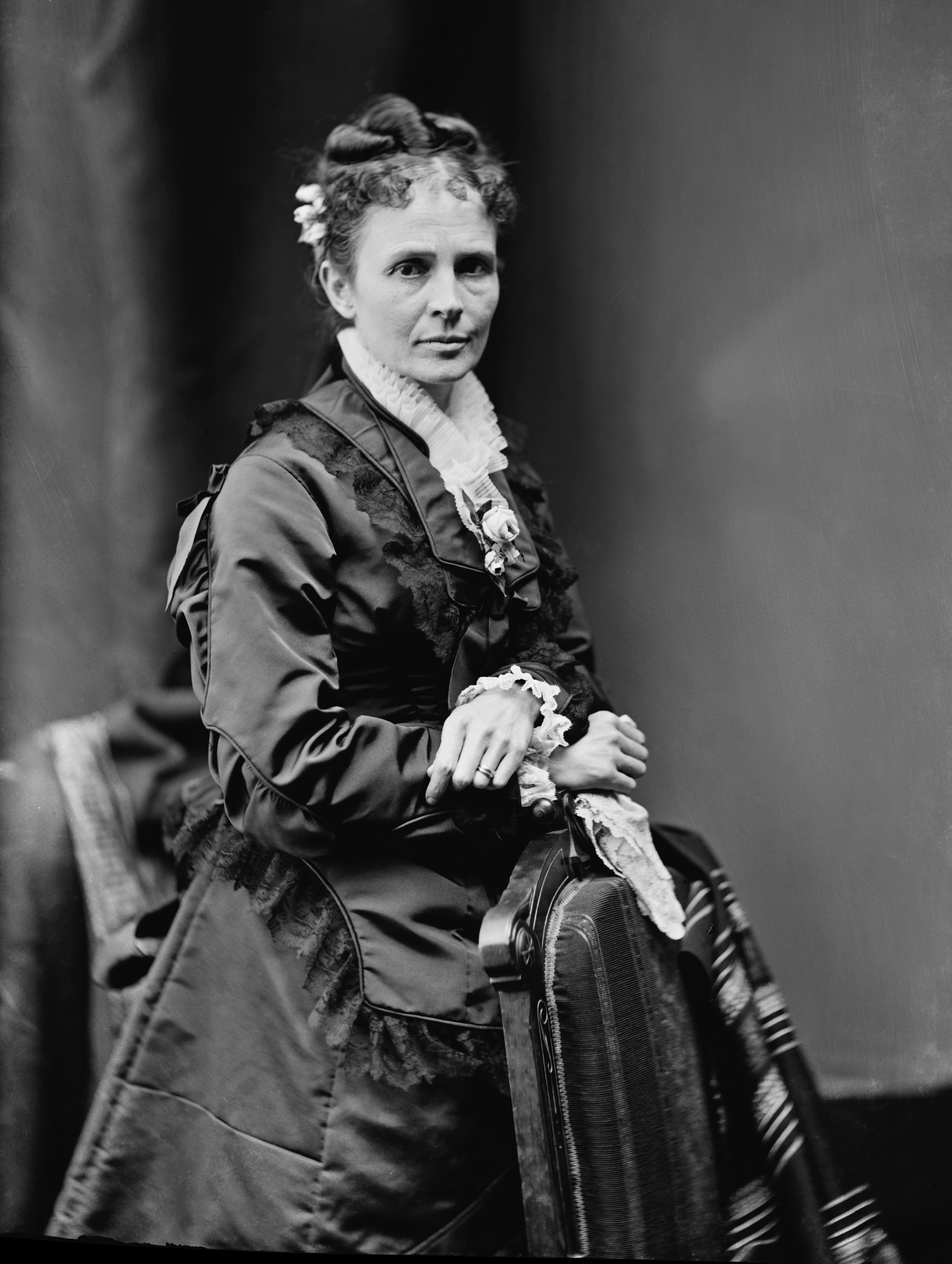
19世纪70年代的卢克丽霞·加菲尔德

加菲尔德离开吉奥格神学院后一年从事包括教书在内的各种工作。他看到新英格兰人想方设法要念大学后决定效仿，先要找学校为入学考试打基础。1851至1854年，他在俄亥俄州波蒂奇县希拉姆（Hiram）的西部保留地埃克莱克蒂克研究院（Western Reserve Eclectic Institute，后更名希拉姆学院）就读，该校由基督会经营。加菲尔德对研究希腊语和拉丁语最感兴趣，还喜欢了解并讨论见识的新事物。他先在学校当门房，随后获聘在学习同期任教。卢克丽霞·鲁道夫也到该校读书，加菲尔德一边追求，一边教她希腊语。他定期在附近的教堂宣讲传道，有些宣讲一次还能赚到一美元。1854年，加菲尔德已学完研究院所有课程并担任全职教师。经过粗略考试，他进入马萨诸塞州威廉斯敦威廉姆斯学院，而且埃克莱克蒂克研究院的学习能充当两年学分，所以一入学便相当于大三生。校长马克·霍普金斯（Mark Hopkins）热情回复加菲尔德询问录取问题的来信，加菲尔德对此非常赞赏，后来还称霍普金斯便是理想大学的保证。霍普金斯也对加菲尔德的学习赞不绝口，称他能很快适应任何学科，而且这不是凭天才或间歇努力，而是加菲尔德在所有方面成绩都很优秀。完成一个学期课程后，加菲尔德获聘到附近的佛蒙特州本寧頓縣保纳尔（Pownal）教导学生书法，切斯特·艾伦·阿瑟也曾出任该职。
1856年，加菲尔德入选美国大学优等生荣誉学会（Phi Beta Kappa），以第二名的成绩从威廉姆斯学院毕业，是畢業学位颁发仪式的学生发言代表。为他立传的艾拉·鲁特科（Ira Rutkow）指出，求学威廉姆斯学院期间，加菲尔德才有机会了解和尊重不同社会背景人士，此前他一直是没见过世面的西部人，这段经历为他赢得社会意识浓郁的新英格兰人认可和尊重。鲁特科还称，威廉姆斯学院给予加菲尔德机遇，全面且积极地接触西部保留地以外的世界。
加菲尔德返回俄亥俄州，东部名校的学历令他在地方出类拔萃。他前往希拉姆并在埃克莱克蒂克研究院任教，1857年就当上校长，不过，加菲尔德认为教育领域还不足以发挥他的潜力。威廉姆斯学院反奴隶制气氛浓郁，促使他的政治意识觉醒，考虑从政安身立命。1858年，加菲尔德迎娶卢克丽霞，两人共有七个孩子，其中两个夭折。婚后不久，他正式拜入克利夫兰的律师事务所，向阿尔伯特·加拉廷·里德尔（Albert Gallatin Riddle）律师研读法律，但他的学习地点还是希拉姆。1861年，加菲尔德取得律师从业资格。
共和党原定推举的州参议员候选人赛勒斯·普伦蒂斯（Cyrus Prentiss）去世，地方党派领导人邀请加菲尔德加盟。他在党派大会第六轮投票中获提名并当选，一直任职到1861年。加菲尔德在俄亥俄州议会最重要的举措是提出法案开展该州史上首次地质测绘，探查州内矿产资源，但法案未获通过。

## 南北战争

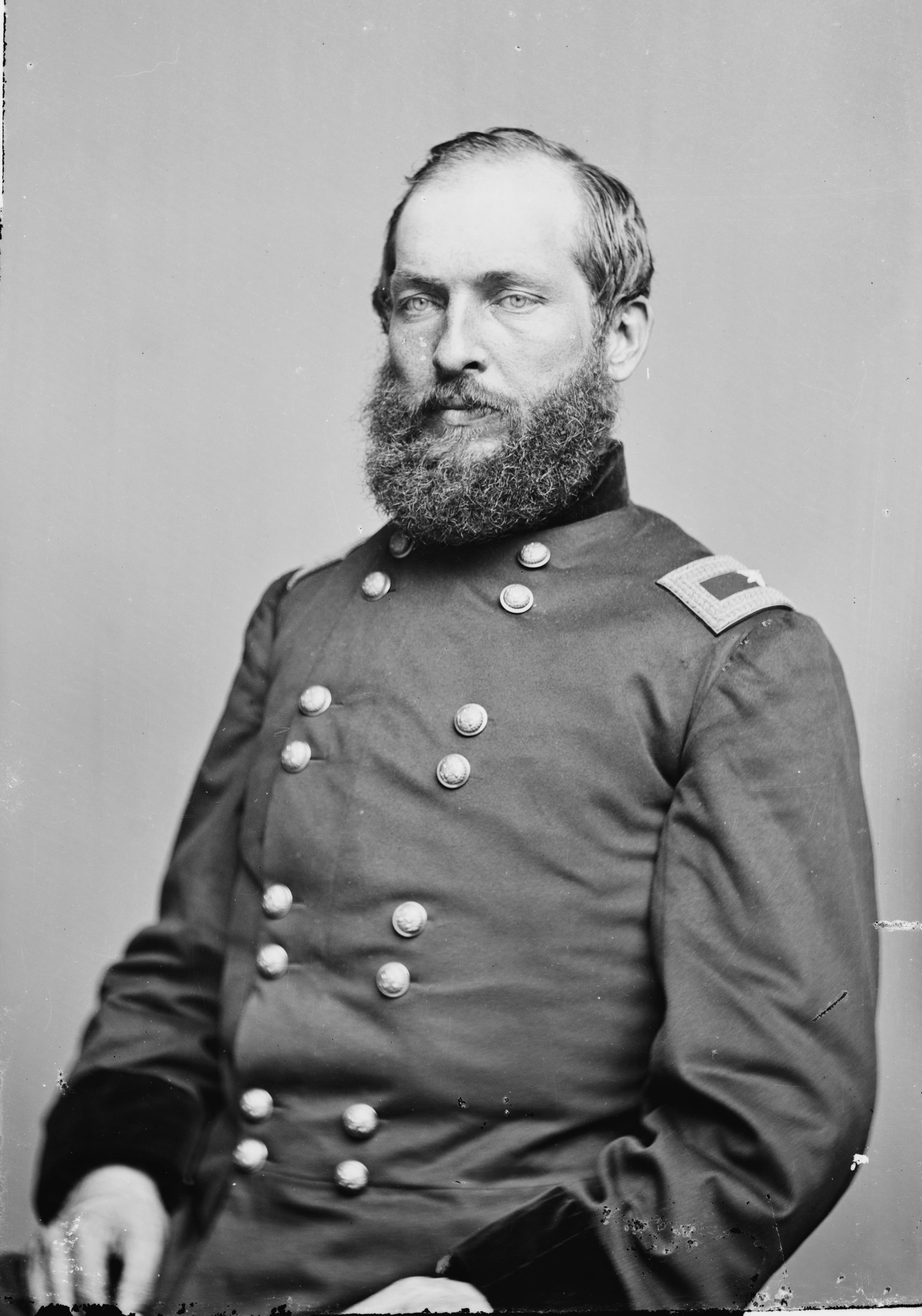
南北战争期间的加菲尔德准将

亚伯拉罕·林肯当选总统后，南方许多州宣布脱离联邦另组美利堅聯盟國。加菲尔德认为内战如同打击奴隶制强权的圣战，一边研读军事著作，一边焦急地等待战事消息。1861年4月，邦联叛军轰炸桑特堡，拉开南北战争序幕。加菲尔德没有受过军事训练，但坚信自己应该投身联邦军。
应州长威廉·丹尼森（William Dennison）要求，加菲尔德暂时搁置从军报负，留在州议会协助拨款事务，筹建并装备俄亥俄州志愿团。议会休会后，加菲尔德春季到夏初在东北俄亥俄州巡回演讲，鼓励人们参军报国组建新团。他前往伊利诺伊州购买火枪，返回俄亥俄州后于1861年8月当上第42俄亥俄州步兵团上校。此时第42团还只有文件记录，加菲尔德的首要任务便是补足人员。他很快就完成任务，把许多街坊邻居和昔日学生招进部队。接下来第42团前往哥伦布城外的蔡斯营（Camp Chase）接受训练。同年12月，加菲尔德受命带队前往肯塔基州，与唐·卡洛斯·比尔（Don Carlos Buell）准将统领的俄亥俄军团会师。

### 比尔统帅时期
比尔很快为加菲尔德分配任务，要求他率领第18旅把邦联军队赶出东肯塔基州。第18旅包括俄亥俄州第40和42团，两个肯塔基州步兵团及两支骑兵队。加菲尔德12月中旬离开肯塔基州卡特利茨堡，穿越大桑迪河。进军期间平安无事，1862年1月6日抵达佩恩茨维尔后，骑兵队在珍妮溪（Jenny's Creek）与叛军交手。小镇尚由马沙利准将统领的邦联将士控制，双方兵力半斤八两，但加菲尔德的部署导致马沙利误以为对手人数更多。 马沙利命令部下撤至通往弗吉尼亚州的米德尔克里克分岔路口，加菲尔德下令将士追击。1月9日，第18旅进攻叛军阵地打响米德尔克里克之役（Battle of Middle Creek），这也是加菲尔德亲自指挥的唯一激战。战斗结束后邦联军后撤，加菲尔德派兵到普勒斯顿获取补给。

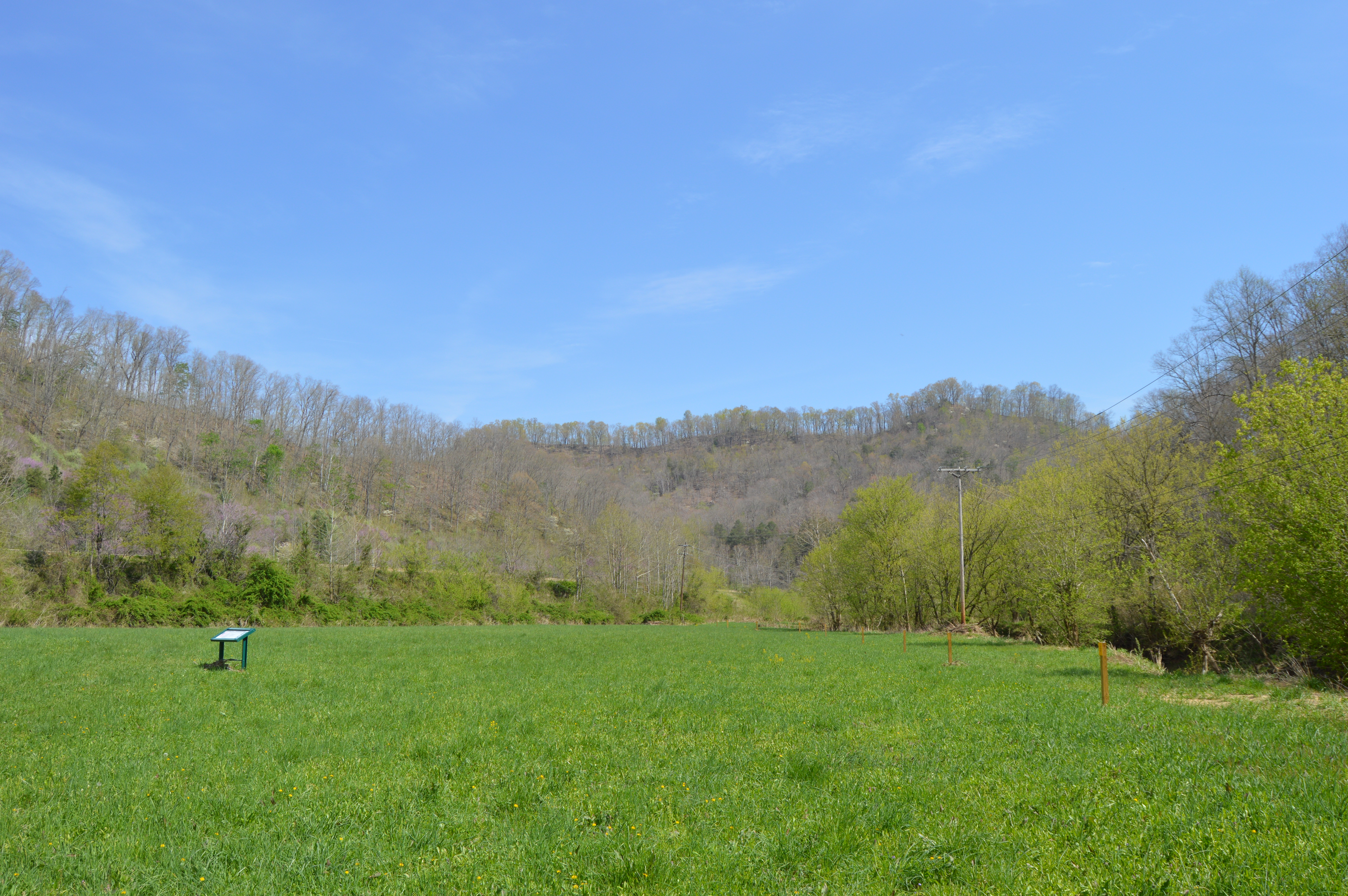
米德尔克里克战场。加菲尔德当年就在照片中部远方的山丘指挥

击退马沙利所部的加菲尔德晋升准将，继续率领东肯塔基州仅有的联邦军部队，他还宣布任何人与邦联作战后只要忠于联邦、回家和平生活就能获得特赦。加菲尔德认为南北战争是铲除奴隶制的圣战，所以提出上述令世人侧目的宽大宣告。他在庞德隘口（Pound Gap）的短暂冲突中包抄敌军，东肯塔基州所有邦联部队全部撤回弗吉尼亚州。
加菲尔德晋升准将后统领俄亥俄军团第20旅，1862年初受命与尤利西斯·格兰特的大军会合进军密西西比州科林斯。阿尔伯特·西德尼·约翰斯顿（Albert Sidney Johnston）将军率邦联部队在第20旅赶到前偷袭格兰特大军阵地，迫使联邦军后撤。加菲尔德得知消息后急速行军，在战斗第二天与格兰特会师，击退约翰斯顿所部。此战史称夏羅之役，伤亡人数创下南北战争新纪录，加菲尔德当天大部分时间都有直接被火力命中的危险，但幸运地没有受伤。格兰特的上级亨利·韦杰·哈勒克少将接手指挥联军，朝科林斯艰难推进，最后约翰斯顿所部逃离，联邦军抵达科林斯。
1862年夏，加菲尔德患上黄疸，体重大幅减轻。被迫回家后，他在夫人照顾下恢复健康。朋友们为他争取共和党的国会议员提名，但加菲尔德不愿向党大会代表拜票。同年秋季他返回部队，前往哥伦比亚特区等待下一道指令。在此期间出现江湖传闻，声称加菲尔德发生婚外情，他的婚姻出现裂痕，直到卢克丽霞决定忽视。加菲尔德一再接到临时指令，但很快又撤销，令他颇感不耐。在此期间，费兹·约翰·波特（Fitz John Porter）少将因未及时投身第二次馬納沙斯之役面临军事法庭审判。参与审判的加菲尔德认为波特罪名成立，与投票结果一致。庭审从1862年11月开始，1863年1月审判，持续近两个月，结束时加菲尔德终于接到命令，担任威廉·罗斯克兰斯（William Rosecrans）少将的参谋长。

### 罗斯克兰斯少将参谋长时期

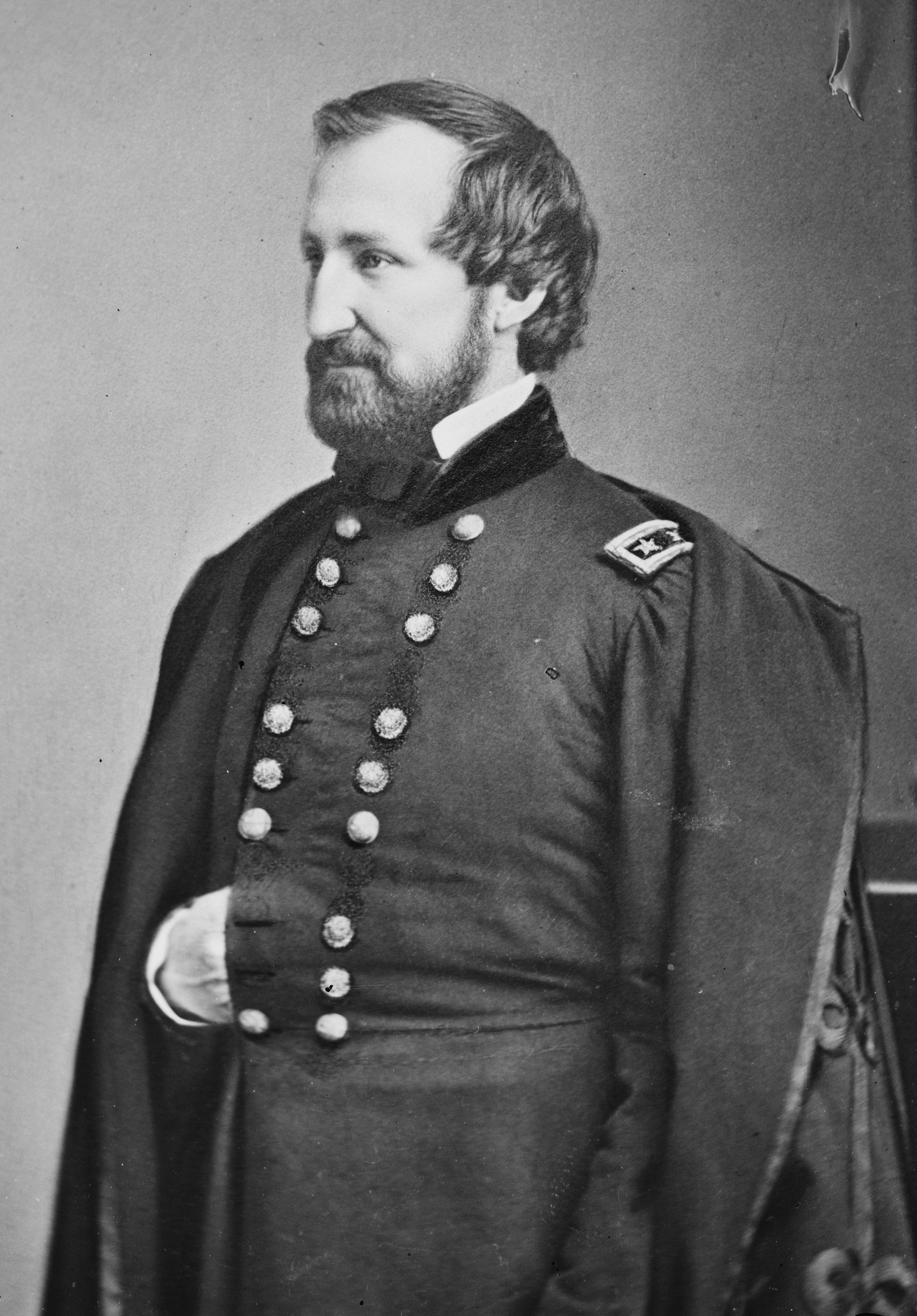
威廉·罗斯克兰斯将军

参谋长通常职级不及将军，但加菲尔德对罗斯克兰斯的影响异常之大，职责也从传达指令扩大到实际管理坎伯兰军团（Army of the Cumberland）。罗斯克兰斯非常健谈，特别是在失眠的时候，加菲尔德发现入伍后遇到的人里只有罗斯克兰斯最为博学，两人趣味相投，经常漫谈到深夜。年长12岁的罗斯克兰斯与加菲尔德结为忘年交，两人无话不谈，讨论最多的就是宗教信仰。罗斯克兰斯本信奉循道宗，后皈依天主教，加菲尔德的信仰观在他的影响下软化。加菲尔德认为部队两翼指挥官亚历山大·麦库克（Alexander McCook）和托马斯·莱昂尼达斯·克里滕登（Thomas Leonidas Crittenden）指挥效果不佳，建议罗斯克兰斯撤换，但将军没有理会。加菲尔德和罗斯克兰斯设计发动塔拉霍马战役（Tullahoma Campaign）追击和围困塔拉霍马的邦联将领布拉克斯顿·布拉格（Braxton Bragg）。联邦军取得初步胜利后，布拉格撤向查塔努加，罗斯克兰斯暂停追击要求兵力和补给支援。加菲尔德主张遵从哈勒克与林肯的命令立即追击，但罗斯克兰斯经过战争委员会研判和长时间的审议才同意。
1863年9月19至20日奇卡莫加战役期间，罗斯克兰斯所部各翼指挥官对命令理解有差，导致部队防线出现空隙，右翼进而溃败。罗斯克兰斯认为战斗失利，撤回查塔努加设防。加菲尔德觉得军队已取得部分战果，经罗斯克兰斯同意前往米申纳里岭战场调查。加菲尔德冒险返回战场之举后来蒙上传奇色彩，相比之下，罗斯克兰斯的失误再度招来批评，质疑他的领军能力。坎伯兰军团虽未蒙受重大损失，但却困在查塔努加被布拉格领军包围。加菲尔德向战争部长埃德温·M·斯坦顿发电报示警，要求增援以免全军覆没，林肯和哈勒克用火车在九天内送来两万人马。在此期间，格兰特晋升后统领西部军团，他很快就派乔治·托马斯（George H. Thomas）接手罗斯克兰斯的职务。加菲尔德受命回首都汇报并晋升少将，后在出任联邦众议员前辞职。历史学家让·爱德华·史密斯（Jean Edward Smith）认为，格兰特没有晋升加菲尔德，而是选择托马斯接替罗斯克兰斯统率坎伯兰军团，这说明他对加菲尔德心存顾虑，两人关系一般。

## 国会生涯

### 1862年当选；内战时期

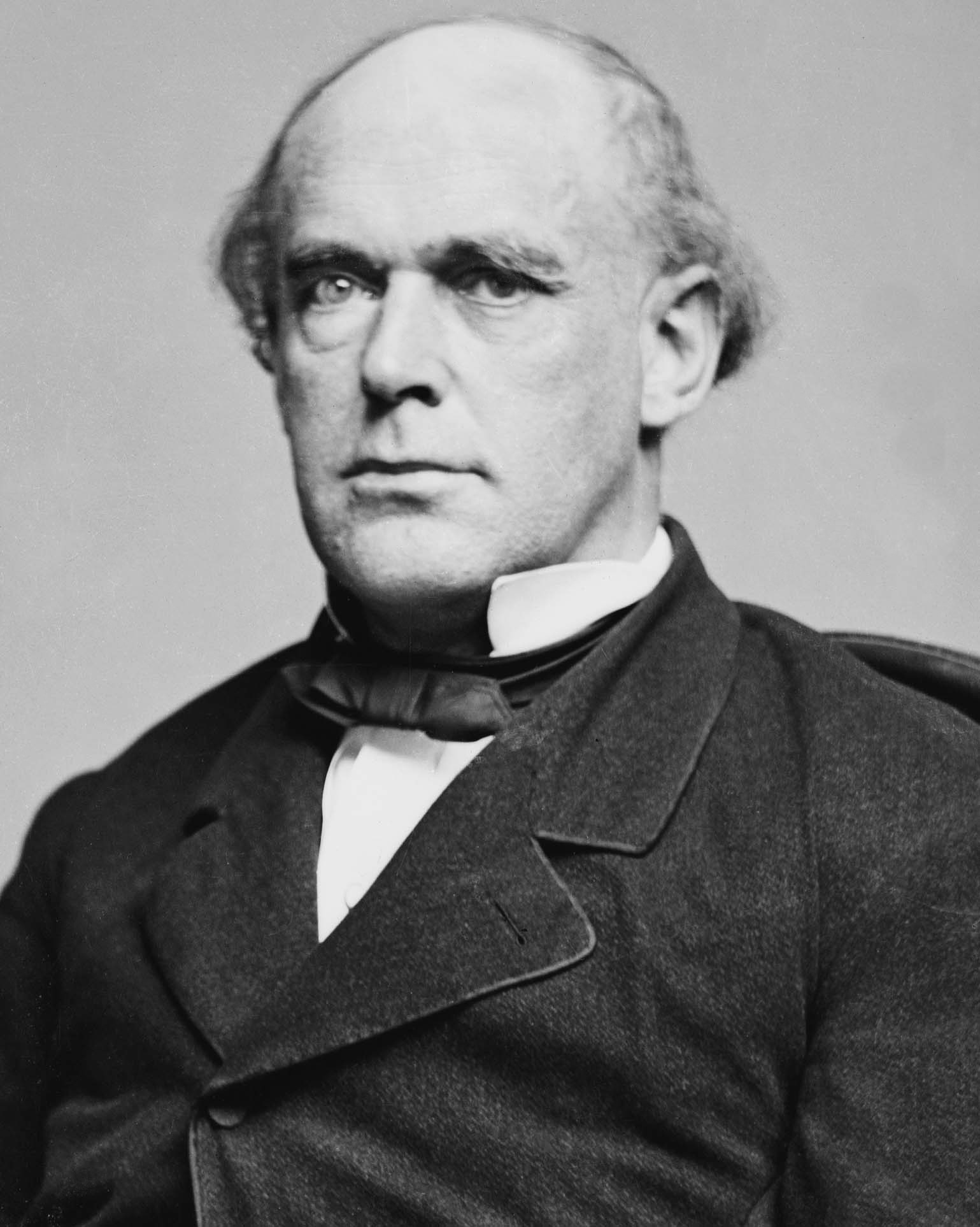
萨蒙·波特兰·蔡斯（图）在安德鲁·约翰逊弹劾案前一直是加菲尔德的盟友

1862年初，朋友找上还在军队服役的加菲尔德，建议他竞选新划分的第十九国会选区众议员，共和党在该区占绝对优势。加菲尔德本就担心像他这样由州政府委任的将领得不到重用，竞选国会议员有利于继续从政。新一届国会要到1863年12月才开会，加菲尔德可以继续在部队服役。但休病假回家后，他不愿为党派提名竞选，结果竞选经理在1862年9月的地方党大会上直到第八轮投票才取得提名。同年十月，他在普选中以超过对手伍兹（D.B. Woods）一倍的票数入选第38届国会。
加菲尔德获提名后不久受命到首都向战争部长埃德温·M·斯坦顿汇报，讨论他今后的军事任务。财政部长萨蒙·波特兰·蔡斯觉得他和自己年轻时没什么两样，两人结为好友，政治立场类似，都属激进派共和党。1863年12月担任议员后，加菲尔德对林肯似乎不愿强硬对待南方各州颇感失望。以宾夕法尼亚州联邦众议员撒迪厄斯·史蒂文斯为首的激进派在众议院占优，要求没收叛变分子拥有的土地，但林肯表示会否决国会任何打击面太大的法案。加菲尔德在众议院辩论时支持此类法案，并援引英格兰光荣革命，暗示如果林肯抗拒国会意志，就该把他赶出白宫。加菲尔德曾支持林肯的《解放黑奴宣言》，惊叹“伊利诺伊州二流律师（林肯曾是律师）”宣讲后就“让这个时代永远为后世牢记，堪称世界历史上的奇迹”。
加菲尔德不但主张废除奴隶制，还认为南方领导人胆敢叛乱，就等于放弃宪法权利。他支持没收南方种植园土地，甚至流放或处决叛党首脑，以此将奴隶制永久扫入历史的垃圾堆。加菲尔德认为国会有义务“以必要立法确保不论肤色所有忠于联邦人士的平等正义”。林肯以实际行动打击奴隶制后，加菲尔德更支持总统。担任国会议员早期，他对部分议题的意见与党派不一致。经济宽裕的新兵支付一定金额后便可免服兵役，加菲尔德认为此举应受谴责，是唯一投票反对上述制度的共和党议员。加菲尔德讲话指出兵役法的缺陷：政府要求征兵30万，实际征收勉强一万人，其他人都要求豁免或以交钱代替。林肯也来到加菲尔德任职的众议员军事委员会，要求出台更具实效的法案，哪怕这会导致他无法连任，他坚信任期结束前就能赢得战争。经过反复尝试，加菲尔德在总统支持下通过新征兵法案，取消交钱就能免服兵役的制度。
受蔡斯影响，加菲尔德坚持拥护金本位，极力反对绿钞，他非常后悔支持政府中止用黄金或白银付款，但深知这在内战期间很有必要。他投票支持激进派共和党的《韦德-戴维斯法》（Wade–Davis Bill），国会能根据该法更全面地主控南方重建，但林肯将法案口袋否決。
加菲尔德对林肯观感不佳，觉得不值得让他连任，但又没有合适的替代人选：“或许还是要选他吧，我倒希望能有更合适的人选”。加菲尔德出席党大会并主张罗斯克兰斯作为副总统候选人，但大部分与会代表最后选中田纳西军事总督安德鲁·约翰逊。林肯和加菲尔德均获连任，蔡斯此时已离开内阁出任首席大法官，与加菲尔德的关系逐渐疏远。
为增加收入，加菲尔德1865年开始当律师。林肯遇刺次日，愤怒的民众经过华尔街，在此工作的加菲尔德即兴演讲呼吁大家冷静：“诸位同胞，诸位人民！他周围到处笼罩着墨黑的污水和沉重的乌云！正义和审判是他地位的基石！慈悲和真理终将铲除一切魑魅魍魉还他清白！同胞们！上帝在上，华盛顿政府依然屹立！”罗伯特·考德威尔（Robert G. Caldwell）为加菲尔德所立传记指出，这段演说虽未赞扬或提及林肯，但却比那些大肆吹捧的讲话更具影响。此后加菲尔德对前总统评价越来越好，他在林肯去世一年后表示：“亚伯拉罕·林肯的人品和名声无与伦比”；1878年他又称，没有多少统治者的智慧能在权力加大同时增长，林肯是少有的例外。

### 南方重建
加菲尔德坚决主张废除奴隶制，同时坚定支持黑人选举权，但他还无法完全接受黑人与白人在政治上完全平等，自称这的确让他“非常反感”。约翰逊总统上任后想赶在1865年12月国会开幕前迅速恢复南方各州地位，加菲尔德对此颇感犹豫。两人本是老友，约翰逊希望加菲尔德支持，交流期间加菲尔德误以为总统与国会的分歧不大。令约翰逊颇感恼火的是，12月开幕的国会将南方各州议员排除在外，加菲尔德四下奔走敦促议员和总统和解，但他也担心曾是民主党人的约翰逊会与其他民主党人联手控制国会。加菲尔德早在1866年2月前就预示双边会有激烈冲突，当时国会通过法案延长负责协助解放奴隶的自由民局授权，但总统否决法案。同年四月，加菲尔德已认定约翰逊“要么是疯了，要么抽多了鸦片”。

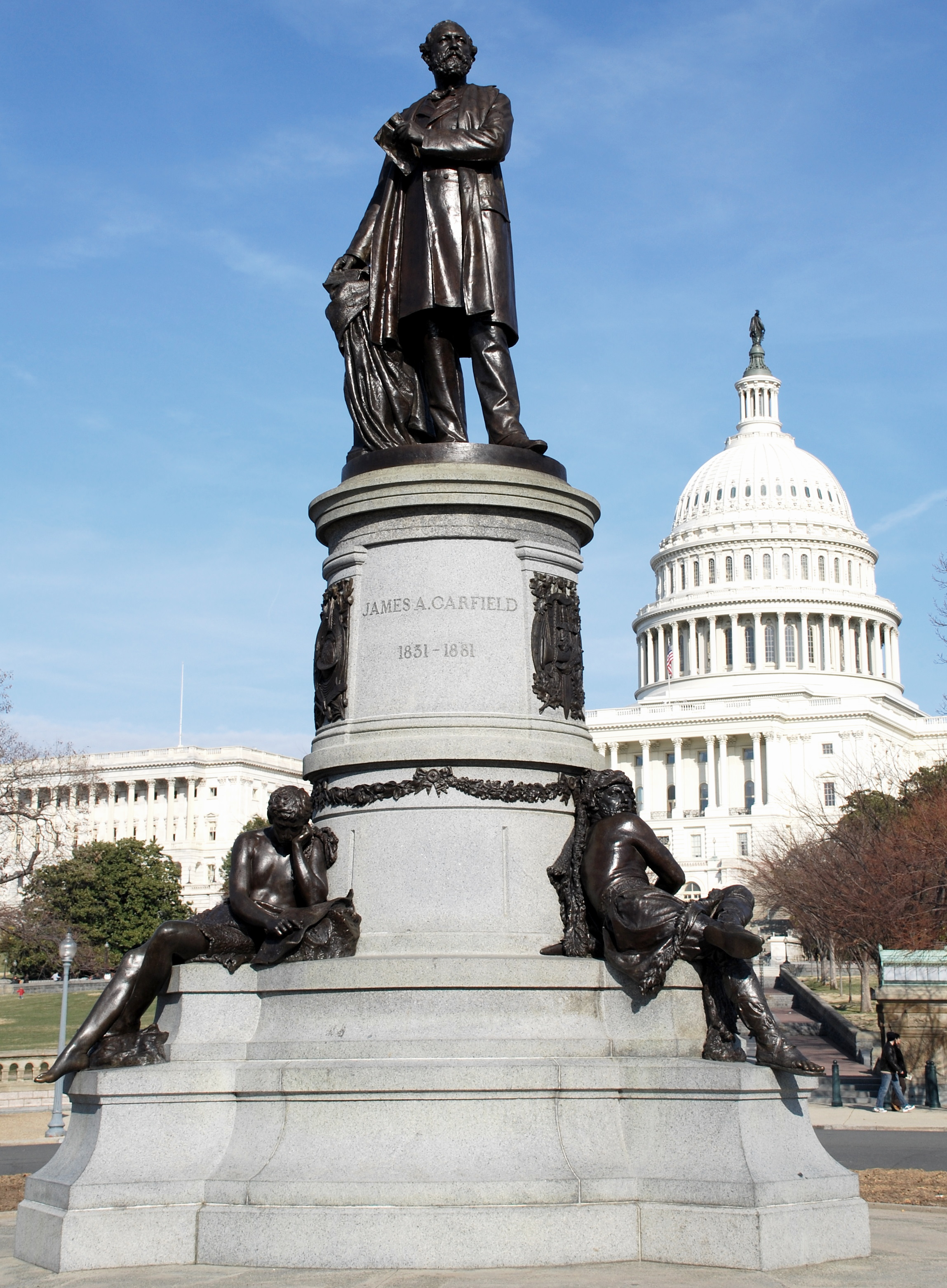
加菲尔德在国会山工作近20年，上图是他在国会大厦旁的纪念雕像

政府分支间的冲突是1866年竞选重大议题，约翰逊乘火车巡回演讲，加菲尔德所在选区也有部分共和党人不甘寂寞另推人选。南方各州选举权暂未恢复，共和党凭借北方民意的绝对支持取得国会两院三分之二多数。加菲尔德在选区提名大会上战胜对手后轻松连任。
1866年12月国会开幕后，加菲尔德起初反对弹劾总统，但支持国会通过法案限制约翰逊的权力，例如用《任期法》确保总统不能任意开除其他总统任命的政府官员。加菲尔德忙于委员会事务，极少对此类法案发言，但投票时毫不含糊地秉持党派立场反对约翰逊。1868年众议院弹劾总统时他需出庭没有参与，但很快就发表演说向撒迪厄斯·史蒂文斯等人看齐，要求将总统撤职。加菲尔德对参议院裁定罪名不成立深感震惊，认为主持审理的首席大法官、昔日导师蔡斯难辞其咎。
激进派共和党领袖史蒂文斯于1868年谢世，1869年尤利西斯·格兰特接手白宫时加菲尔德已与其他激进派渐进渐远。他非常高兴第十五条宪法修正案能在1870年批准，虽然政治上不认可，但他同意乔治亚州有重新加入联邦的权利。1871年，加菲尔德反对《三K党法》，自称“从未对某项立法感到如何困扰”。一方面他对三K党等白人至上组织的暴行愤慨不已，另一方面又担心法案授权总统为打击“这些恐怖分子”中止人身保護令将危及人身自由，两难境地令他深感煎熬。

### 关税与金融

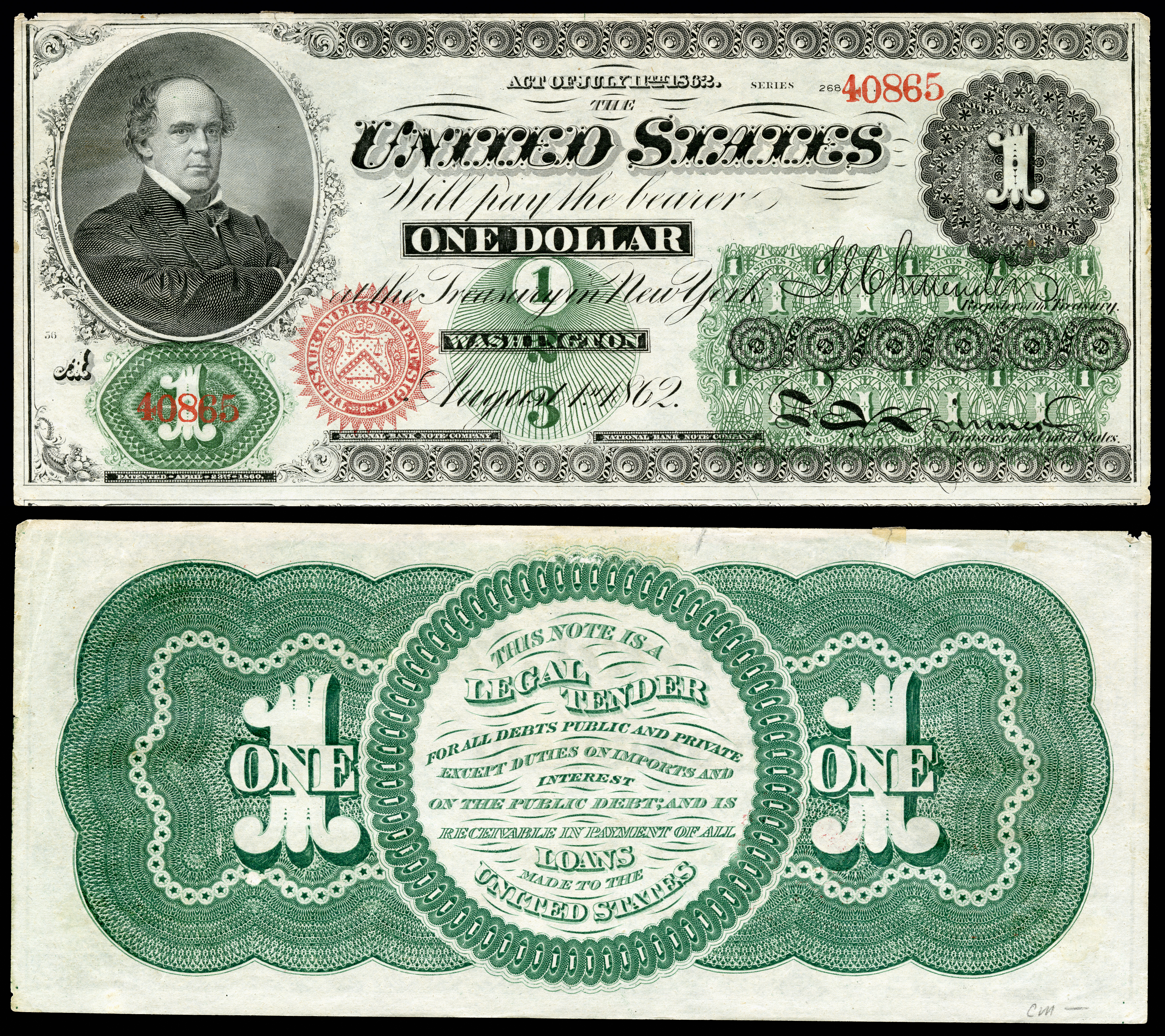
加菲尔德非常反感绿钞（图）

加菲尔德从政后始终主张金本位，谴责发行没有黄金保值的纸币或无限铸造银币来增大货币发行量。1865年他进入期待已久的众议院筹款委员会，获得专注金融和经济议题的机遇。他重申反对绿钞的立场，声称“任何政党如果致力发行纸币，都将陷入巨灾万劫不复，生活被毁的人民将以诅咒把他们淹没”。1868年，加菲尔德在众议院针对货币问题发表长达两小时的演说，好评度创下从政生涯新纪录。他主张逐渐恢复实物货币支付，即政府开始以黄金和白银付款，而不只是无法兑换金银的纸币。
美国关税在南北战争期间大幅提升。战争结束后，加菲尔德仔细研究财政事务后主张逐渐走向自由贸易，但共和党此时的标准立场还是以关税保护美国工业成长。1867年他未能保留筹款委员会席位，很可能便是因为他与党派在关税问题上的立场冲突。共和党直到1875年才失去众议院多数席位，但加菲尔德一直没有重返筹款委员会。 他虽得以执掌拨款委员会，但真正想要入主的还是能左右财政政策的筹款委员会。除立场分歧外，极具影响的共和党新闻编辑霍勒斯·格里利强烈反对，也是加菲尔德无法进入筹款委员会的重要原因。

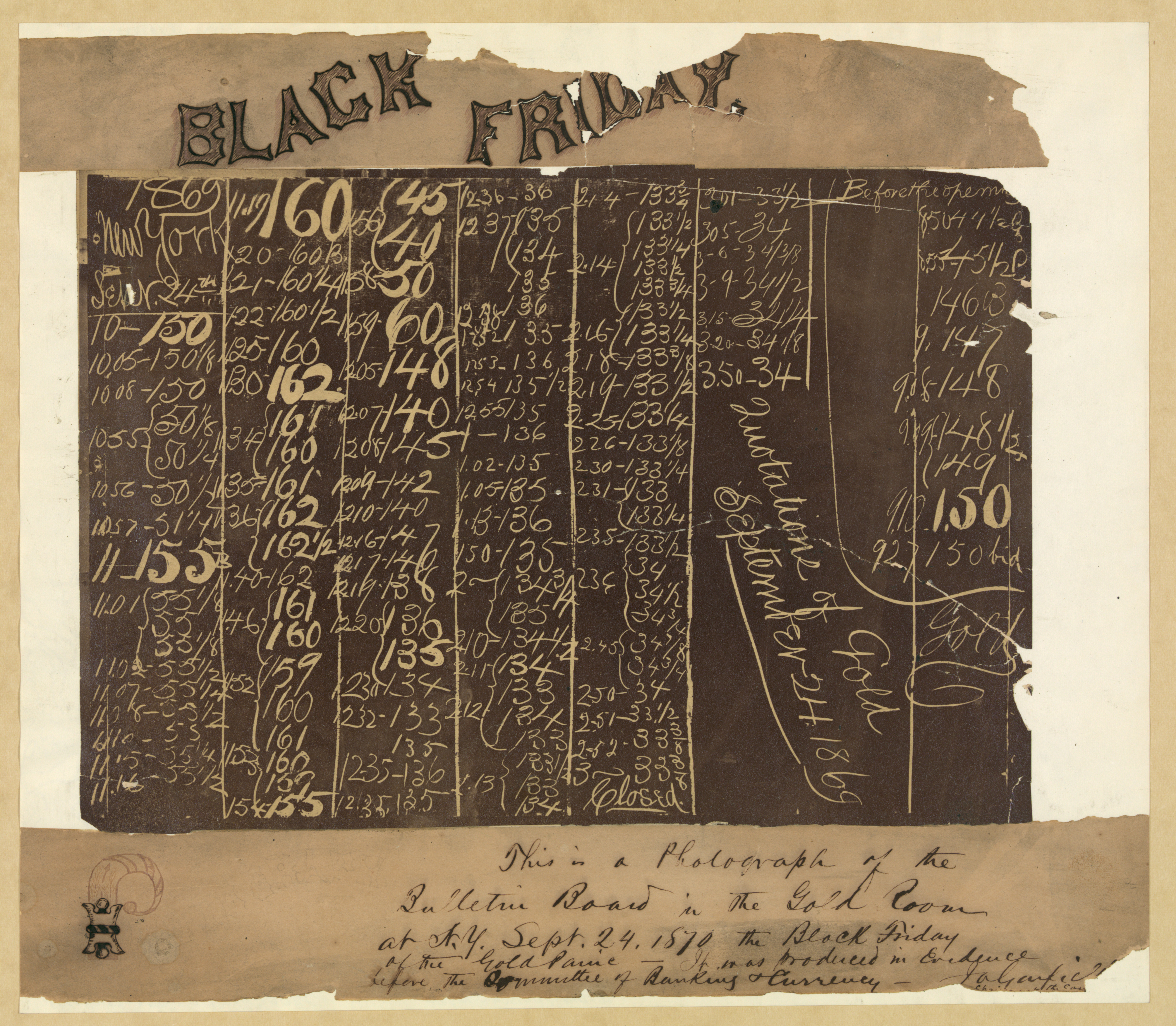
加菲尔德1870年调查黄金大恐慌后手书的证词记录

1870年9月，众议院住房委员会主席加菲尔德引领国会调查黑色星期五黄金大恐慌丑闻，但经过彻底调查却没有发现值得起诉的罪行。加菲尔德认为，给予空由政府担保但无法置换的绿钞法定貨幣地位导致投机，进而引起丑闻。
加菲尔德对格兰特1872年争取连任毫不热心，但格里利作为民主党和自由派共和党人选加入竞争，只有格兰特才有胜算。加菲尔德对此表示：“格兰特不是合适的提名人选，格里利更不适合当总统”。最后格兰特和加菲尔德都已压倒多数连任。

### 莫比利埃信托公司丑闻，抢薪法
1869年建成的聯合太平洋鐵路属横贯大陆铁路，铁路融资涉嫌腐败，引爆莫比利埃信托公司丑闻。联合太平洋铁路官员和董事秘密收购莫比利埃信托公司主控权，再签约由该司负责铁路建设。莫比利埃信托公司开具的发票水分很大，赚取可观的联邦政府拨款，该公司还能以远低于市场价格的面值购买联合太平洋证券，所以无论利润、股份收益还是股息都相当可观。虚高发票意味着国会拨款更多，马萨诸塞州联邦众议员奥克斯·埃姆斯（Oakes Ames）是莫比利埃信托公司高管，他还拉其他议员下水，让他们都能以远低于市场价的票面价格购买莫比利埃信托公司股票，进而为铁路争取更多拨款。

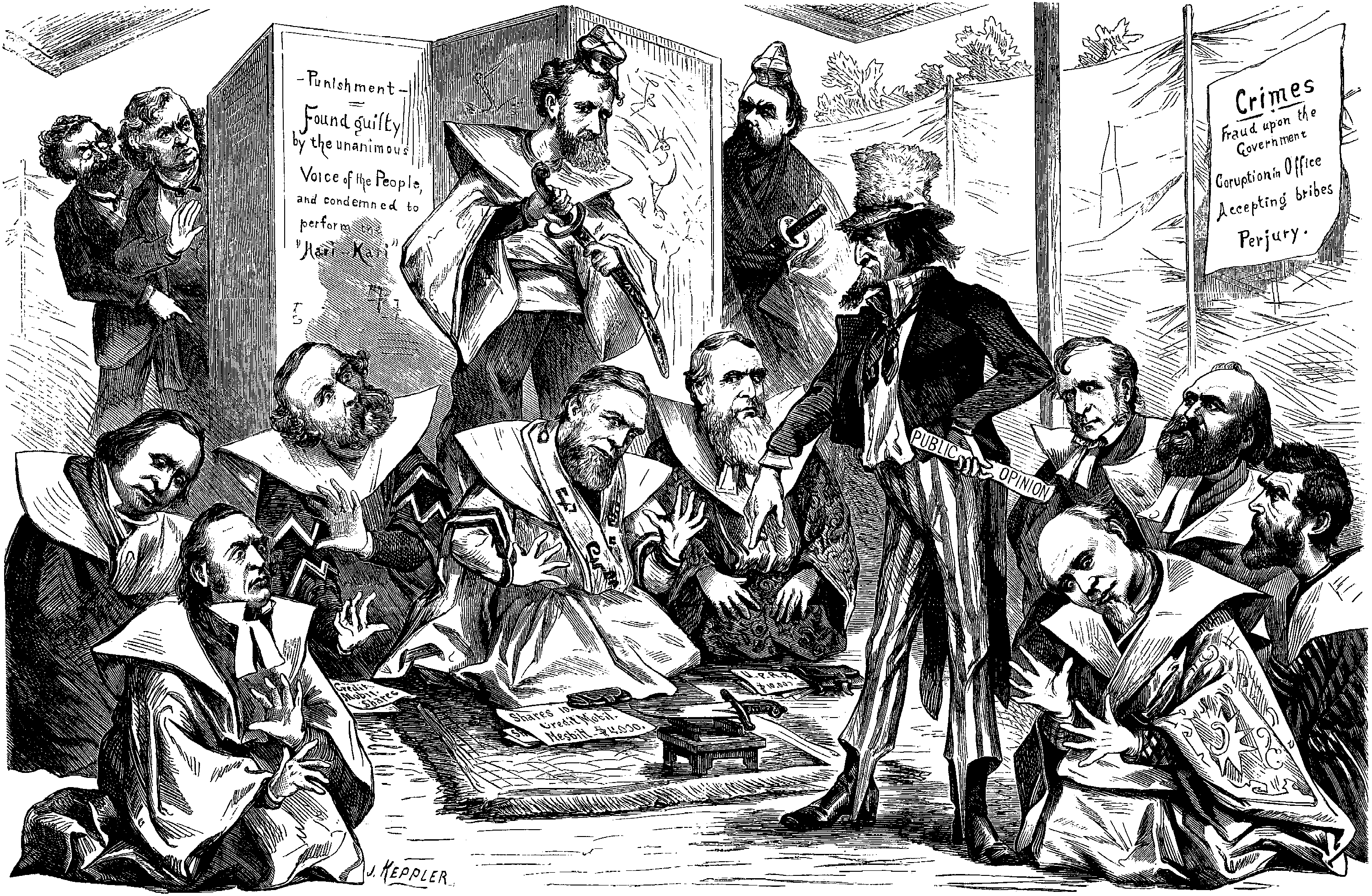
社论漫画：山姆大叔指示牵涉莫比利埃信托公司丑闻的国会议员切腹自尽

1872年7月，丑闻在总统大选中东窗事发。涉事政府高官包括副总统兼前众议院议长斯凯勒·科尔法克斯，格兰特竞选连任的搭挡、加萨诸塞州参议员亨利·威尔逊，众议院议长、缅因州议员詹姆斯·G·布莱恩，加菲尔德也牵涉其中。不过，丑闻没为格里利争得多少主动。大选过后国会开幕，布莱恩为洗清嫌疑要求国会调查，特别委员会发现的证据表明他与丑闻无关。加菲尔德1872年9月声称，埃姆斯曾多次兜售股票，但每次都被他拒绝。1873年1月，埃姆斯在特别委员会作证时表示，他曾于1867至1868年以面值向加菲尔德兜售十份股票，后者从未接受或付款，最后直接拒绝。1月14日，加菲尔德在委员会作证时确认埃姆斯上述说法基本属实。数周后，埃姆斯作证时称加菲尔德同意以信贸形式购买股票，这就能分到莫比利埃信托公司的巨额股息。两人对三百余美元金额各执一词，加菲尔德称这笔钱不过已经归还的贸款，埃姆斯声称这些都是股息。
为加菲尔德立传的作家认为他在这起丑闻中算不上清白无辜。艾伦·佩斯金（Allan Peskin）写道：“加菲尔德严格来说没有撒谎，但也没有完全吐实，只是还不到贪腐的程度。即便政敌也从未宣称他涉案……或是为不法行径提供方便”。鲁特科认为：“加菲尔德的真正罪行在于，他故意向众议院调查委员会隐瞒自己同意接受股票、而且已经拿到329美元股息”。考德威尔声称，加菲尔德向委员会所说的都是真话，但还不是全部的真相，他显然没有回答某些重要问题，这种手段令人更感不齿。莫比利埃信托公司是拥有秘密保护的腐败组织，还一度是国会议员话题，新闻编辑山姆·鲍尔斯（Sam Bowles）指出，加菲尔德当时在管理财政事务的委员会任职，实在没有理由对如此严重的问题视而不见。
除莫比利埃信托公司丑闻外，1873年的所谓《抢薪法》也对第二年加菲尔德竞选连任不利，该法为国会议员加薪五成之多，而且追溯至1871年。身为拨款委员会主席，加菲尔德负责推动众议院通过拨款法案。1873年2月，马萨诸塞州议员本杰明·巴特勒（Benjamin Butler）在议会辩论时提出修正案，其中就包含为议员加薪的内容，虽有加菲尔德反对，但国会最后还是通过法案。此时众议院近半数议员即将离任，故对加薪喜闻乐见，但如此明目张胆的“抢薪”行径引起公众强烈反弹。加菲尔德反对新法，可许多选民仍然认为他难辞其咎。共和党在1874年选举中流年不利，南北战争过后首次丧失众议院多数席位，加菲尔德虽以57%的普选票连任，但优势已是历年最小。

### 少数党领袖，海斯政府
1875年民主党控制众议院后任命加菲尔德进入筹款委员会，不再执掌拨款委员会。共和党许多反对加菲尔德的领导人在1874年落选，布莱恩同年入选参议院，加菲尔德由此成为众议院共和党领袖，将来党派再度占据多数席位时就很可能当上议长。
加菲尔德认为，为扩建铁路授予土地特许有欠公道，反对企业某些垄断行径和工会主张的部分权力。想在联邦政府谋求一官半职的人举动愈显明目张胆，加菲尔德支持建立联邦公务员制度解决问题。他还特别希望消除联邦雇员为保住工作被迫提供回扣，只不过以政治献金形式包装的惯例。
1876年总统大选临近，加菲尔德在辛辛那提举办的1876年共和党全国大会上支持提名参议员布莱恩竞选总统，自己争取众议院议长提名。经过六轮投票，布莱恩显然不可能胜出，大会最后提名俄亥俄州州长拉瑟福德·伯查德·海斯。加菲尔德支持布莱恩，与海斯关系也很好，全心全意在大选中支持州长。加菲尔德原计划在任期结束后退出政坛，全身心投入律师工作，但出于对共和党的忠诚再度竞选连任，并在十月轻松胜出。政坛风光无从阻挡家庭悲剧，他的幺子内迪（Neddie）在国会选举后不久患上百日咳并很快去世。

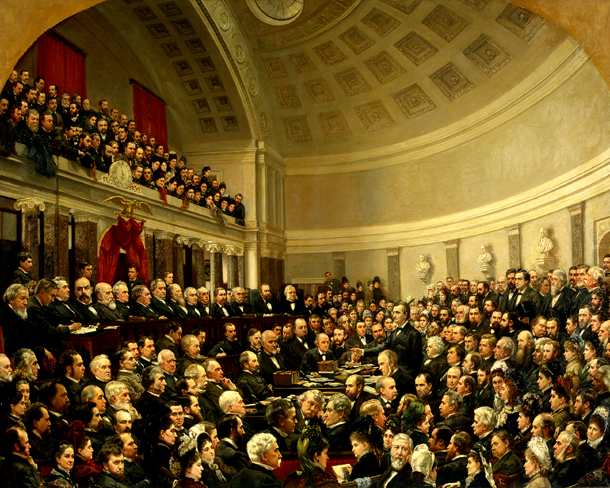
1876年总统大选的计票争端由国会和最高法院组建选举委员会裁决，图像左侧是旁听走廊，其下一排便是委员会委员，加菲尔德是从右向左第二位。科妮莉亚·阿黛尔·斯壮·法塞特绘

同年11月的大选结果对共和党不利，民主党候选人塞缪尔·蒂尔登占优，共和党于是意图改变南卡罗来纳州、路易斯安那州和佛罗里达州的选举结果。三州均由共和党人担任州长，只要海斯全部拿下就能以一票优势入主白宫。格兰特邀请加菲尔德担任路易斯安那州重新计票的“中立观察员”，三州观察员很快建议各州选举委员会宣布海斯胜出，其中加菲尔德还提议蒂尔登占显著优势的西费利西亚纳堂区所有选票作废。三名共和党州长确认海斯获胜，民主党人出离愤怒，推动各州议会递交完全相反的选举结果，威胁阻碍选举人票计票。根据《美国宪法》，国会对大选结果有最佳裁量权，国会于是通过法案设立选举委员会。加菲尔德认为国会应当直接计票宣布海斯获胜，民主党人认为他党派立场过于显著，但他还是入选委员会。委员会以八比七裁定海斯胜出，八票全部是共和党议员或共和党总统任命的最高法院大法官所投。投票背后隐藏两党交易，民主党以不反对海斯当选为条件，换取联邦军队撤出南方各州、结束重建。
约翰·舍曼辞职出任财政部长，俄亥俄州议会需选派联邦参议员填补空缺，但海斯希望经验丰富的加菲尔德保护他免遭国会敌对党派攻击，要求加菲尔德不要去当参议员。加菲尔德是总统在国会的重要盟友，声望和地位大幅提升。国会讨论立法大量购买白银铸成拥有全面法定货币地位的银圆，加菲尔德极力反对背离金本位的《布兰德－阿利森法》（Bland–Allison Act），但国会最后仍在1878年2月推翻总统否决颁布法案。
加菲尔德在俄亥俄州莱克县门托买下别墅，记者称其为“劳恩菲尔德”（Lawnfield），加菲尔德竞选总统期间便在此开展前门廊竞选。1879年，海斯建议加菲尔德竞选州长，为将来入主白宫铺路。加菲尔德打算竞选联邦参议员，财政部长舍曼也想再当参议员，但他还想当总统，需要加菲尔德的支持，其他候选人名望远不及两人。1880年1月，州议会推举加菲尔德担任参议员，任期在1881年3月4日开始，但他同年竞选总统胜出，从未在联邦参议院上任。

### 律师及其他活动
1866年，加菲尔德和另外两名律师走上联邦最高法院，代表里程碑式案例米利根诉讼案的原告。当事人兰布汀·普尔迪·米利根（Lambdin Purdy Milligan）是支持邦联的北方人士，军事法庭以叛国罪判他死刑。案件在最高法院的争论焦点是平民犯案应在民事还是军事法庭审判。法院裁定原告胜诉，只要民事法院还在运作，军事法庭就无权审判平民。加菲尔德一年前刚成为杰里迈亚·S·布莱克的合伙人，布莱克看中他广受推崇的辩论能力，把案件分给加菲尔德。这是加菲尔德首次在最高法院辩论，从此一炮打响，成为全国闻名的上诉律师。
格兰特入主白宫前四年间，加菲尔德对国家公职颇感不满，转为法律事业找机遇。不过，得知准合伙人以“缺乏节制、生活放荡”闻名后他谢绝合伙邀约。1873年蔡斯去世，加菲尔德建议总统把诺亚·海恩斯·斯威恩（Noah H. Swayne）大法官升为首席大法官，但格兰特最后任命莫里森·韦特。
1876年，加菲尔德想出勾股定理的梯形证明法，展现个人数学功底。他的发现入选《新英格兰教育期刊》（New England Journal of Education），数学史学家威廉·邓纳姆（William Dunham）称赞证明手法非常巧妙。
1850年加入基督会后，加菲尔德一直非常重视宗教事务。他博览群书，超脱基督会友的早期狭隘观念。他以热爱自由和研究历史为基础，形成更加广阔的宗教视野。此外，南北战争及与选民互动的经历也对他的宗教理念影响显著。

## 1880年总统大选

### 共和党提名

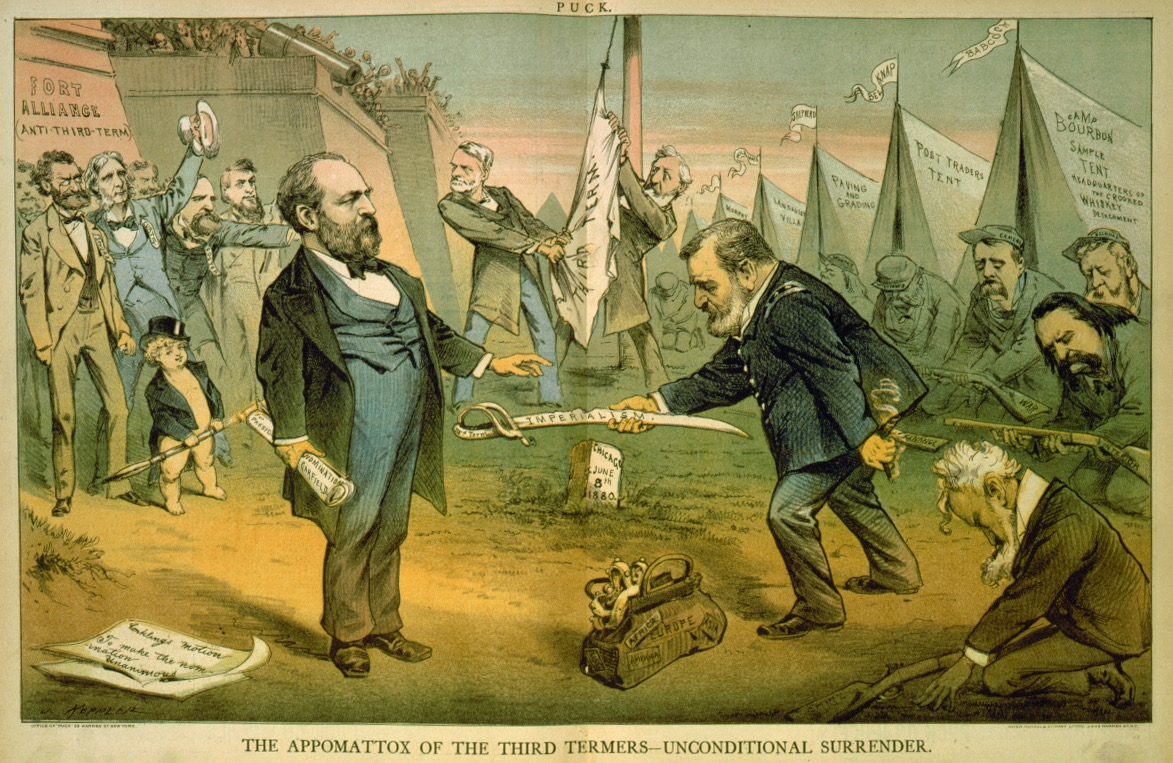
格兰特争取提名失败后，《帕克》杂志以漫画讽刺当年接受羅伯特·E·李投降的格兰特向加菲尔德交出佩剑

加菲尔德刚在舍曼支持下当选参议员，所以1880年大选早期支持舍曼获共和党总统候选人提名。但在党大会开始前，来自费城的沃顿·巴克（Wharton Barker）等共和党人就认为巴菲尔德才是理想人选。加菲尔德明确表示无意竞选，然而形成的声势足以令舍曼担心会遭盟友背后一刀。除舍曼外，布莱恩和格兰特总统都是早期共和党热门人选，另外还有许多候选人获大会代表拥护。
共和党分裂为两大派系，一方人称中坚派支持遵照惯例，以联邦政府官职换取政治回报；另一方主张公务员制度改革。党大会开始后，中坚派领袖、支持前总统格兰特的纽约州联邦参议员罗斯科·康克林（Roscoe Conkling）主张与会代表立誓，普选时支持大会最终的提名人选。西弗吉尼亚州三名代表拒绝发誓，康克林要求驱逐他们离场。加菲尔德挺身而出为三人辩护，以充满激情的演说维护代表独立判断权。众人对康克林群起而攻，迫使他收回建议。加菲尔德的支持者热血沸腾，他们此时终于坚信只有加菲尔德才可能获过半代表支持。
众人鱼贯上台推荐最具胜算的几名候选人，加菲尔德起身建议提名舍曼，他的演说颇得认可，但与会代表对舍曼接掌白宫毫不感冒。格兰特在首轮投票以304票领跑，284票的布莱恩紧随其后，第三的舍曼仅93票。随后数十轮投票大同小异，格兰特和布莱恩势力平分秋色，谁也拿不到提名所需的379票。为打破僵局，威斯康星州代表耶利米·麦克莱恩·鲁斯克（Jeremiah McLain Rusk）和印第安纳州代表本杰明·哈里森促使部分反格兰特势力把票投给黑马候选人加菲尔德。加菲尔德在第35轮投票获50票，局势开始失控。加菲尔德向俄亥俄州代表抗议，声称他根本无意参选，也不想负上向舍曼背后捅刀子的恶名，但代表们毫不理会地投票支持他。舍曼和布莱恩的支持者几乎全部在下一轮投票转向加菲尔德，促使他以399票拿下共和党提名。格兰特势力大部分代表始终支持前总统，在党内形成郁郁不平的少数派系。为确保中坚派在普选中支持加菲尔德，大会提名前纽约港关税员、康克林势力要员切斯特·艾伦·阿瑟竞选副总统。

### 普选

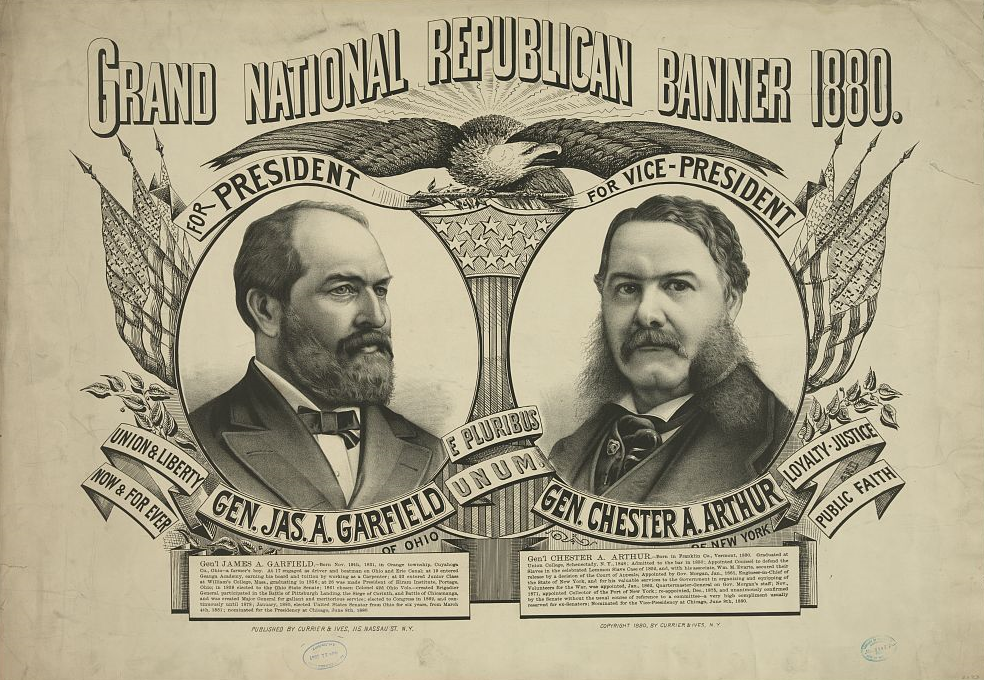
加菲尔德和阿瑟的竞选海报

副总统候选人是中坚派，但大会期间共和党各派系仍相互充满敌意，加菲尔德随后前往纽约州与党派领导人会晤。他说服中坚派人士搁置分歧迎接大选，然后遵照当时美国政坛的传统返回俄亥俄州，把竞选活动交给他人打理。民主党人推举的总统候选人是宾夕法尼亚州职业军人温菲尔德·斯科特·汉考克少将，预计南方各州将是他和民主党的票仓，加菲尔德和共和党在北方的地位应该不受威胁，大部分竞选都是在双方基本势均力敌的州展开，如纽约州和印第安纳州。

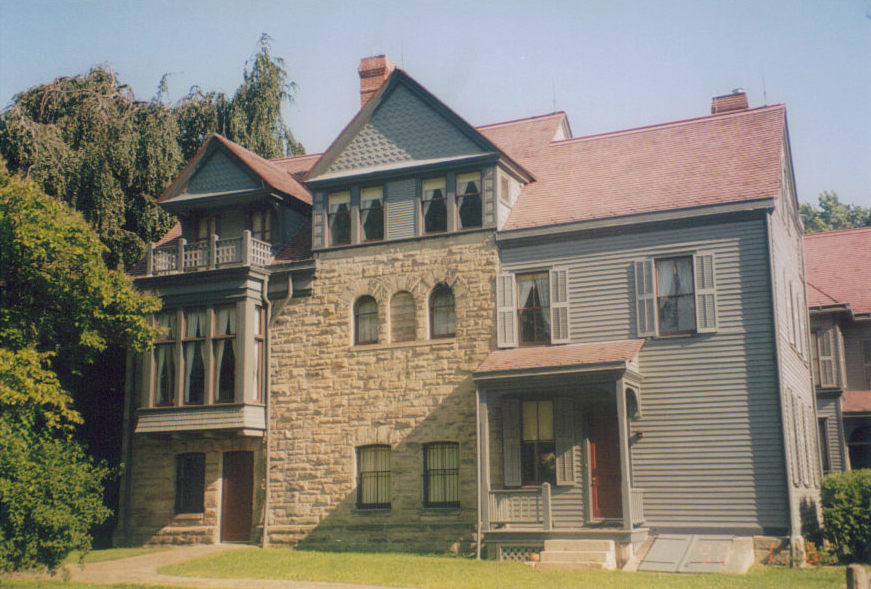
加菲尔德就在门托的“劳恩菲尔德”大宅后方（图）开展前门廊竞选

1880年大选结果，红色代表共和党胜出，蓝色说明民主党占优，数字代表该州选举人票数

两党候选人的实际分歧很小，共和党再度发动“血衣煽动”，向北方选民谴责民主党分裂祖国并引发四年内战，如果让他们掌权，无数联邦军将士的血就白流了，民主党会逆转战争结果，用联邦资金向叛军残余支付养老金。战争已过去15年，两党候选人都曾是联邦军将领，“血衣煽动”策略不再像过往那般有效。共和党在选举前几个月改变战术强调关税，强调民主党党纲提倡只对营收征收关税。共和党人告诉北方工人选民，如果让汉考克当上总统，关税保护就会削弱，他们很可能工作不保。汉考克对此没有主动反击，而是立场温和地表示“关税属地方议题”，对局势雪上加霜。事实证明以关税为突破口成效显著，北方选民团结一致支持加菲尔德。11月选举日统计的普选票总数有920多万，加菲尔德和汉考克的差距尚不足两千，但选举人票差别要大得多，加菲尔德以214票战胜对手的155票。

## 总统任期（1881年）

### 内阁与就职典礼

1902年左右美国印钞局刻版的加菲尔德总统肖像

加菲尔德宣誓就职前忙于挑选内阁，力求调和康克林与布莱恩派系之间的争端。支持布莱恩的代表对加菲尔德获提名贡献很大，后者投桃报李，提名布莱恩出任国务卿要职。布莱恩不但是新总统关系最密切的顾问，还非常执着地要知道白宫内一切事务，甚至不在白宫时都会留下眼线。加菲尔德提名明尼苏达州的威廉·温德姆出任财政部长，路易斯安那州的威廉·亨特（William H. Hunt）任海军部长，羅伯特·托德·林肯当战争部长，爱荷华州的塞缪尔·柯克伍德（Samuel J. Kirkwood）任内政部长，纽约州的托马斯·勒穆埃尔·詹姆斯（Thomas Lemuel James）任邮政部长，宾夕法尼亚州的韦恩·麦克维（Wayne MacVeagh）任司法部长。麦克维和布莱恩是对头，布莱恩促使总统提名威廉·钱德勒（William E. Chandler）担任訟務次長，给麦克维使绊子，但参议院未批准提名，所以麦克维也没有愤而辞职。
加菲尔德忙于内阁任命，故而就职演说达不到他往常的水准。加菲尔德强调保障非裔美国人的公民权利，声称“除非法律和执法机构确保任何公民的权利都得到最大限度保障，否则自由永远无法全面落实”。演讲中还提倡金本位、教育，最后出人意料地谴责摩门教一夫多妻制。台下民众鼓舞欢呼，但佩斯金认为就职演说“虽然真诚，但结构仓促，音调平淡，话题流于传统”。
加菲尔德任命詹姆斯出任邮政部长之举令康克林深感愤怒，他和詹姆斯分属敌对派系，要求总统从他所在派系选出财政部长或其他职位补偿。加菲尔德的总统任期仅半年多，其中相当一部分时间都浪费在此事引来的争执上。经布莱恩推动，总统提名康克林的政敌威廉·罗伯逊（William H. Robertson）出任纽约港关税员，争斗至此达到高潮。纽约港关税员级别低于内阁，是油水颇丰的政府要职，也是以往谋求政府公职者的重要争夺目标，此时由埃德温·阿特金斯·梅里特（Edwin Atkins Merritt）出任。康克林提出历史悠久的参议院礼貌否决传统希望确保提名不通过，但无济与事。加菲尔德认为以政府公职换取政治利益纯属腐败，因此拒绝让步，声称除非参议院确认罗伯逊的提名，否则他会撤回所有提名人选，意图“让大家看看总统到底是参议院的秘书还是美国行政首脑”。康克林和另一位纽约州参议员托马斯·普拉特（Thomas C. Platt）愤而辞职，满以为纽约州议会又将推举两人返回国会向总统示威，但州议会最终另觅人选，两人斯文扫地。参议院确认罗伯逊出任收税员，冲突显然以总统获胜告终。不过加菲尔德接下来又力求平等党内各派利益，提名康克林的部分盟友上任，令布莱恩深感郁闷。

### 最高法院大法官提名
海斯总统1880年提名斯坦利·马修斯（Stanley Matthews）出任最高法院大法官，但参议院不置可否。1881年3月，加菲尔德再度提名马修斯，参议院以24票赞成，23票反对确认。据《纽约时报》记载：“反对马修斯进入最高法院的主要原因……是他曾于1859年起诉协助两名逃奴的报社编辑”，马修斯当时自称主张废奴，外界认为他进入最高法院说明政治权宜压倒道德原则。马修斯在最高法院持续任职到1889年逝世。

### 公务员制度改革

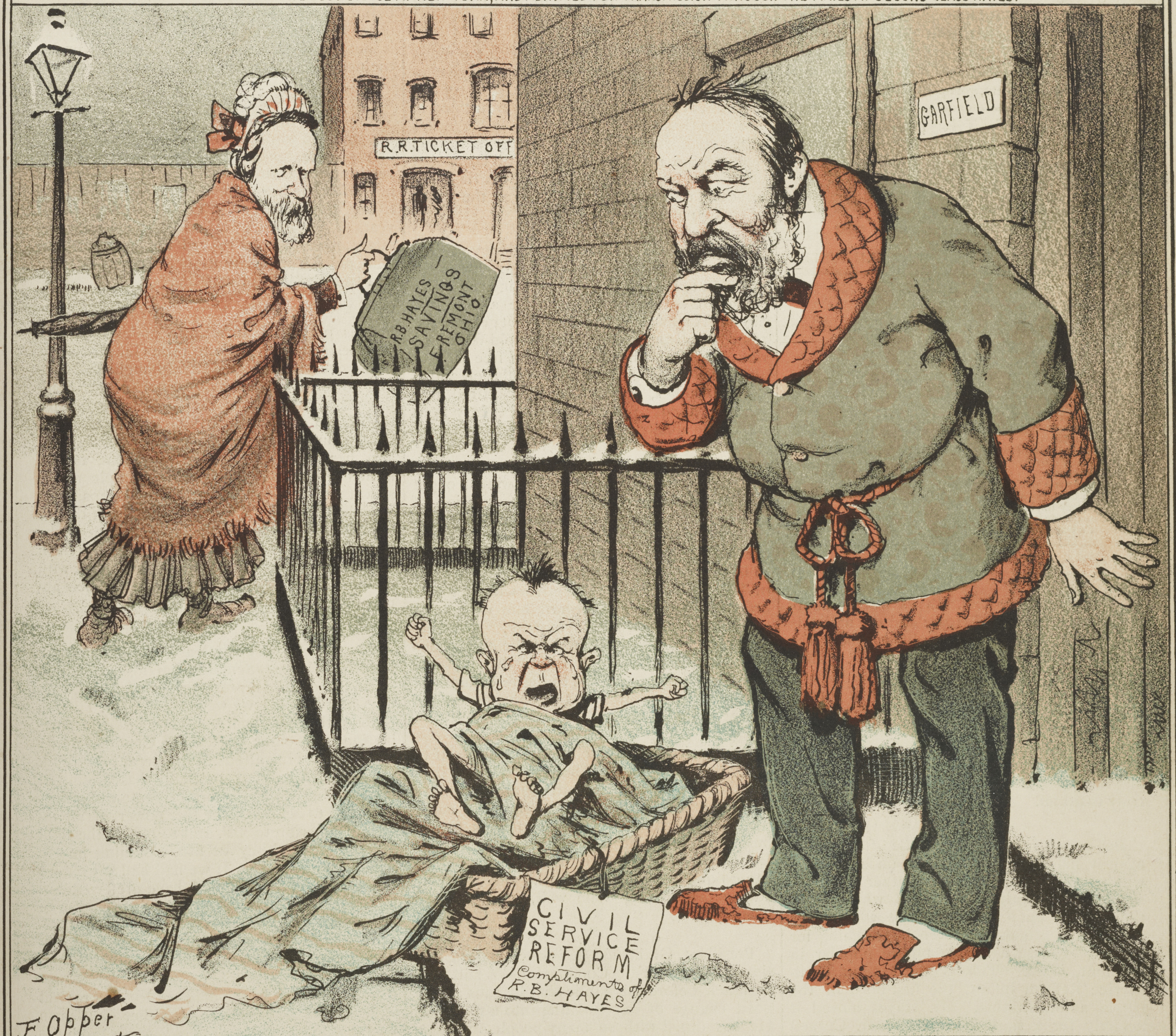
1881年《帕克》杂志漫画，加菲尔德在门前发现弃婴，标签上书“公务员制度改革，海斯敬上”。远处是身着女装、手上提包的前总统海斯，包上写着“海斯的储蓄，俄亥俄州弗里蒙特”

格兰特和海斯都主张公务员制度改革，1881年全美各地的公务员制度改革协会活动如火如荼。加菲尔德认可改革，认为獵官制令总统身名受损，而且不能集中精力处理更重要的事务。加菲尔德只主张限制部分低阶职位任期，而且任命老友出任要职，部分改革派虽然失望，但还是支持总统。
邮政机构腐败严重，改革刻不容缓。国会曾于1880年4月调查邮政部腐败，据称有人利用伪造的邮递合同从政府牟取数百万美元暴利。他们首先以最低报价竞标取得合同，但在随后的邮递路线运营中逐步提升花费，各人分配由此产生的利润。海斯这年中止批准新邮递路线。加菲尔德上任后不久从司法部长麦克维和邮政部长詹姆斯处获知，第二助理邮政部长托马斯·布雷迪（Thomas J. Brady）很可能是其中一条腐败线路的首脑。加菲尔德要求布雷迪辞职，并下达起诉命令，被告最后受共谋罪审判。得知包括自家竞选经理斯蒂芬·多西（Stephen W. Dorsey）在内的许多共和党人很可能屁股都不干净后，总统指示麦克维和詹姆斯无需顾虑后果“一查到底”，把邮政部腐败连根拔起。布雷迪辞职后受阴谋罪起诉，1882和1883年均有腐败集团被送上被告席，但陪审团最后裁定布雷迪罪名不成立。

### 民权和教育

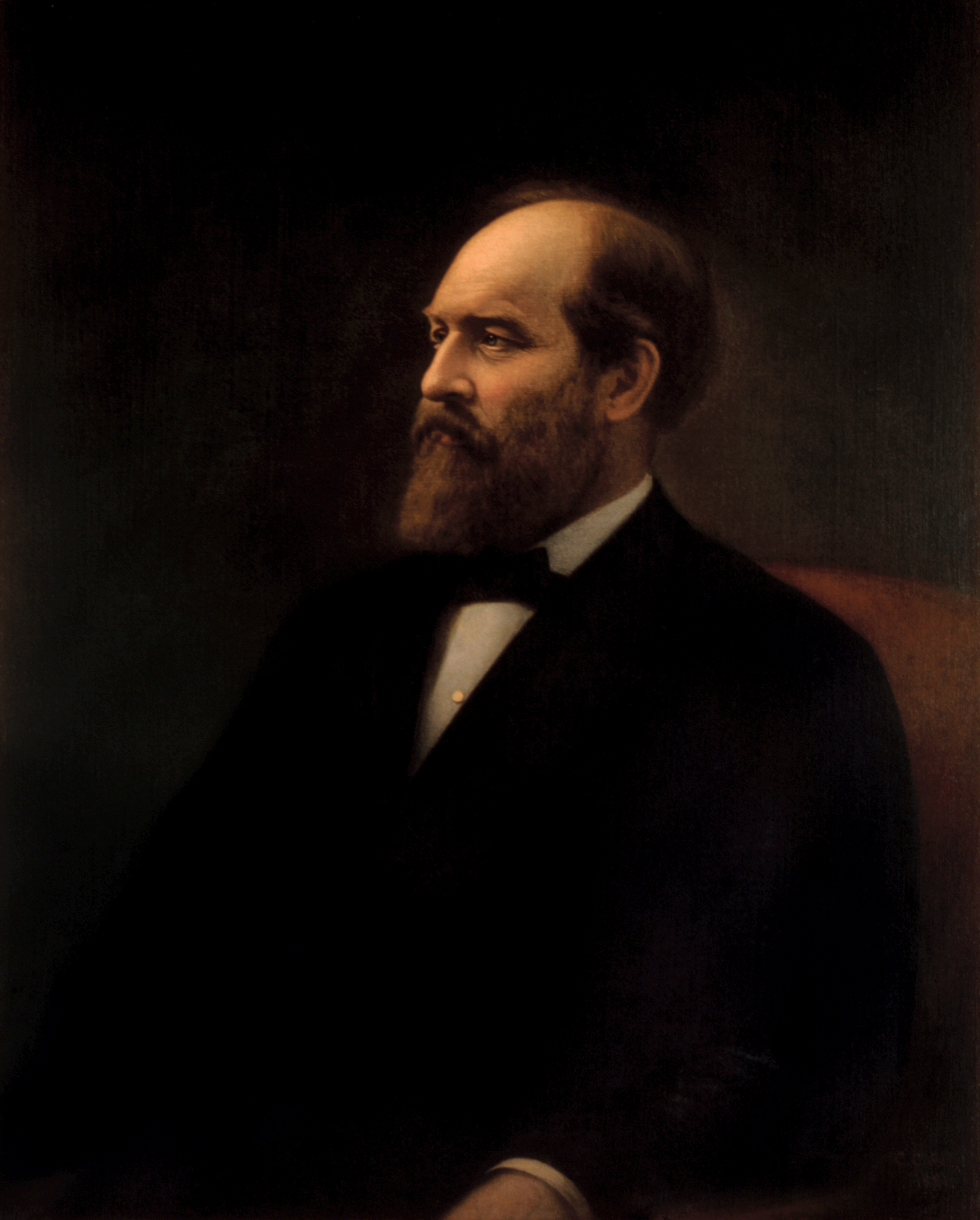
詹姆斯·加菲尔德的白宫正式肖像

加菲尔德认为，改善非裔美国人公民权利的关键是联邦政府资助教育。南方重建期间，自由民拥有公民权和投票权来参政，但加菲尔德认为南方白人想方设法抵制，黑人识字率又太低，导致自由民权利大打折扣，担心美国黑人世世代代都只能务农。为此他提议联邦政府注资设立“万能”教育制度。1866年2月，他和俄亥俄州学府专员艾默生·爱德华·怀特（Emerson Edward White）起草法案建议创办国家教育部，打算利用统计数据推动国会建立联邦学校改革机构。但国会和北方白人公众已不再关注非裔美国人权利，国会也没有在加菲尔德任职期间通过法案为“万能”教育制度提供资金。加菲尔德任命许多黑人出任要职：弗雷德里克·道格拉斯任哥伦比亚特区契据录入员，罗伯特·艾略特（Robert B. Elliott）任财政部特使，约翰·兰斯顿（John M. Langston）任驻海地大使，布兰奇·布鲁斯（Blanche Bruce）任财政部登记员。加菲尔德认为要争取南方对共和党人的支持，最好是通过“商业和工业”利益手段，而非对种族问题让步，开始扭转海斯旨在安抚南方民主党人的政策。他任命路易斯安那州提包客（carpetbagger）共和党人亨特担任海军部长，为打破民主党对南方州的全盘控制，加菲尔德听取弗吉尼亚州联邦参议员威廉·马洪（William Mahone）对官职任命的建议。马洪所在调整党属于不分种族的独立党派，总统希望借独力党派人士加大共和党在南方州的实力。

### 外交政策与海军改革

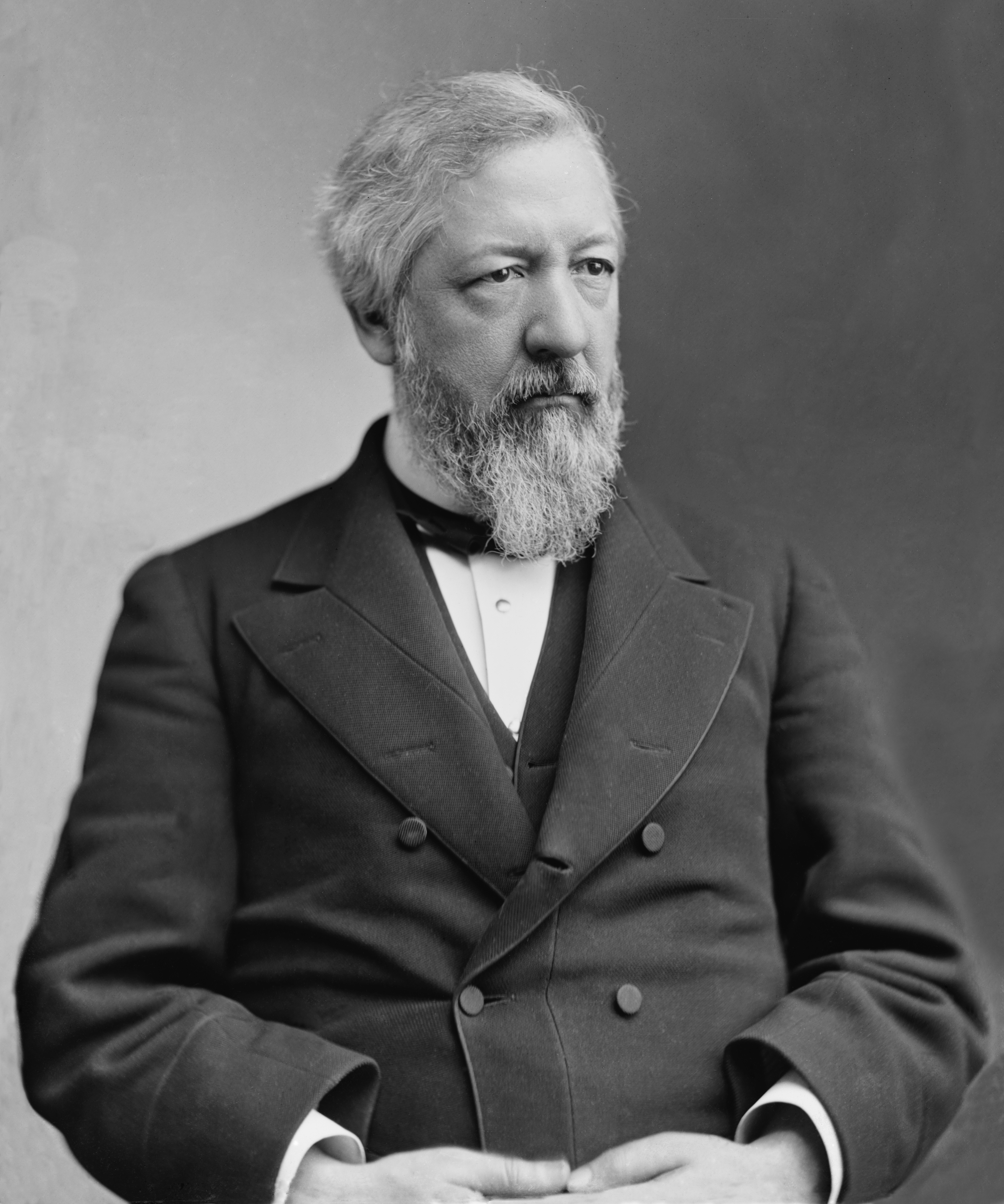
詹姆斯·G·布莱恩在加菲尔德任内担任国务卿

加菲尔德当上总统时还对外交政策缺乏了解，故而基本依赖布莱恩。布莱恩曾主张贸易保护主义，出任国务卿后认同总统的看法，认为有必要朝自由贸易靠拢，特别是在西半球范围。两人的理由主要分两方面：首先，总统和国务卿都认为要阻止大英帝国主导拉丁美洲，最好的办法就是加大与拉美国家的贸易力度。其次，两人都认为鼓励出口能推动国家经济繁荣。加菲尔德授权布莱恩1882年召开泛美会议调解拉美国家争端，为增进贸易提供谈判平台，同时还希望在投身硝石战争的玻利維亞、智利和秘鲁间促成和谈。智利1881年已占领秘鲁首都利馬，布莱恩主张智利归还侵占土地，秘鲁无需再让步，但智利无法接受。加菲尔德想增大美国在其他地区的影响，呼吁重开《克莱顿-布尔沃条约》（Clayton-Bulwer Treaty）谈判，希望能排除英国参与，由美国在巴拿马修筑运河，同时削弱英国对战略要地夏威夷王國的影响。加菲尔德和布莱恩的计划超出西半球范围，打算与朝鲜和马达加斯加签署商业条约。加菲尔德还考虑增加美国在海外的军事实力，要求海军部长亨利着眼扩张和现代化调查海军现状。遭遇刺杀导致这些雄心勃勃的计划全部落空，共九个国家接受泛美会议邀请，但因布莱恩辞职，继任总统的阿瑟取消会议，邀请全部撤消。海军在阿瑟任内继续改革，但幅度远不及加菲尔德和亨利的设想，最后促成建立变革中队（Squadron of Evolution）。

## 遇刺

### 查尔斯·吉托与枪击
查尔斯·J·吉特奥干过各种职业，1880年时却吃了秤砣铁了心地要当公务员，满以为在大选中支持共和党就能达成目标。他创作的演讲稿《加菲尔德迎战汉考克》（Garfield vs. Hancock）获共和党全国委员会印刷。请演说家向选民颂扬候选人功绩是这个时代竞选的重要手段，但共和党想找更出名的人代言，吉托没多少演讲机遇。据肯尼斯·阿克曼（Kenneth D. Ackerman）所述，吉托甚至曾因紧张无法完成演说。吉托自认属中坚派共和党人，虽不会任何外语，但却有迷之自信，自认对加菲尔德赢得大选贡献很大，有资格出任巴黎领事。医学专家认为吉托很可能患有自恋型精神分裂症，神经科学家肯特·基尔（Kent Kiehl）断定他是临床心理变态患者。

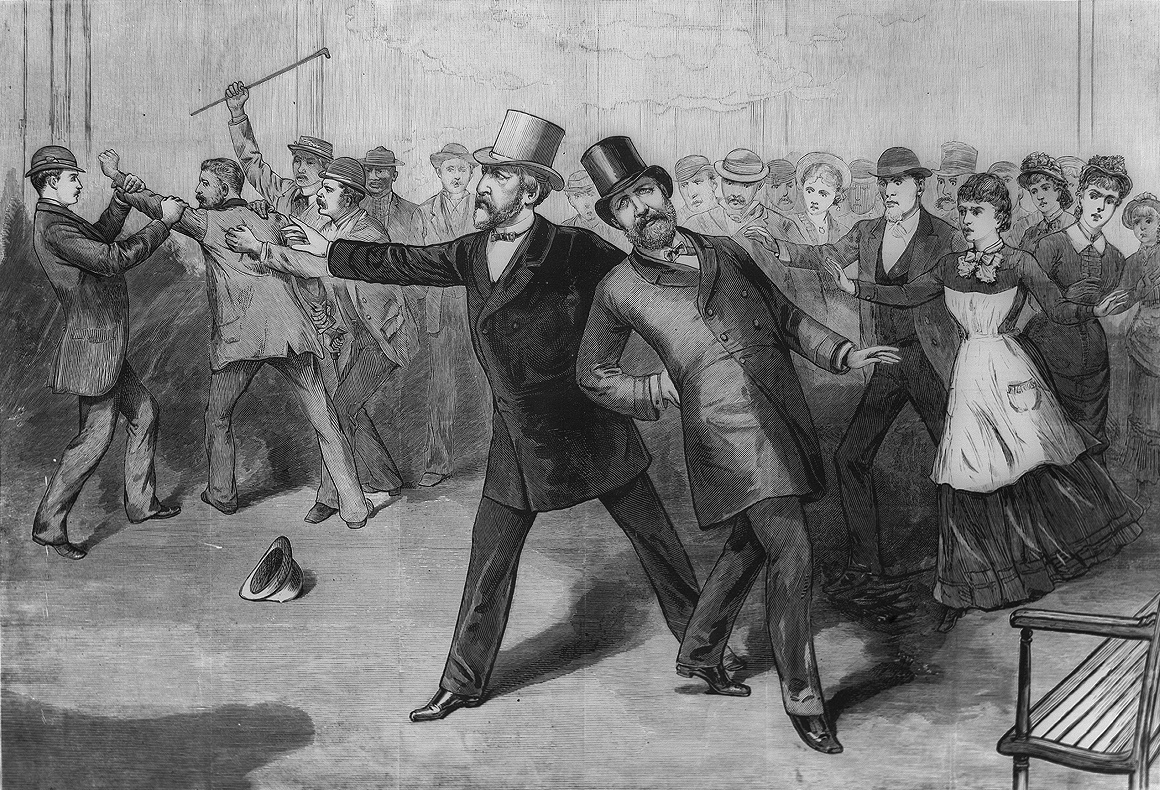
加菲尔德被枪打中并向后倒，布莱恩在身后扶住呼救。左侧是群众制服枪手吉托，原载《弗兰克·莱斯利画报》

想在联邦政府求得一官半职的人络绎不绝，这些人大多在大选中颇有贡献，不便拒之门外，时常令加菲尔德疲于应付，吉托就至少来过一次。白宫官员建议吉托去找布莱恩，毕竟委派驻外领事这种事儿国务院就能解决。布莱恩也经常接待访客，吉托定期前来。国务卿认为吉托无论资格还是贡献都谈不上出任领事的程度，但又不想一口回绝，于是推脱称参议院在罗伯逊提名确认上陷入僵局，驻外领事提名也需参议院确认，所以暂时不可能考虑巴黎领事人选。康克林和普拉特辞职、参议院确认罗伯逊出任收税员后，吉托又找上门来，布莱恩于是直接拒绝。
吉托认为布莱恩拒绝任命的根本原因是敌视中坚派共和党人，他对加菲尔德没有私怨，但却认定结束党派内斗的唯一途径就是杀死总统。他幻想阿瑟继任就能恢复党内和平，包括他在内的中坚派同胞都能升官发财。
人们普遍认为林肯遇刺案是南北战争影响下的偶然事件，加菲尔德也像大部分人一样觉得总统根本不需要严密保护，他的行程经常在报上广而告之。吉托得知加菲尔德会在1881年7月2日离开首都避暑，计划在此之前行刺。他买下自认好看、希望将来放到博物馆展出的手枪，随后多次跟踪总统，但都因缺乏勇气等原因放弃。随着时间推移，他只剩最后一次机会：7月2日早上加菲尔德乘火车前往新泽西州之时。
加菲尔德计划从巴尔的摩和波托马克铁路第六街站上车，吉托为掩人耳目藏身车站女候车室。大部分内阁官员都计划陪同总统部分行程，留在哥伦比亚特区的布莱恩到火车站送行。两人专心交谈，压根儿没发现有人走上前来，结果吉托掏出左轮手枪打中加菲尔德两枪，背部和手臂各中一弹。企图逃跑的吉托很快被俘。布莱恩认出吉托，后者也毫不掩饰行刺总统的原因，暗杀总统就为派系升官发财的消息迅速传遍世界，中坚派面临万民声讨。

### 治疗及逝世
加菲尔德身中两枪，手臂上的是贯穿伤，另一枪从背部打断肋骨，最后留在腹部。他当时惊呼：“老天！怎么回事？”吉托被人带走时宣称：“是我幹的，我会为此坐牢。我是中坚派，阿瑟会当上总统。”
羅伯特·托德·林肯案发时也在火车站，想起16年前父亲亚伯拉罕·林肯遇刺，心中久久无法平静。众人把加菲尔德放在床垫上并抬上楼，安置在私人办公室，医生前来检查，有些还用没洗过的手指探查伤口。总统要求把他送回白宫，并通知正在新泽西州的第一夫人。布莱恩通知人在纽约的副总统阿瑟，阿瑟对总统的敌意众所周知，加上吉托口出狂言，甚至有人威胁要他的命。

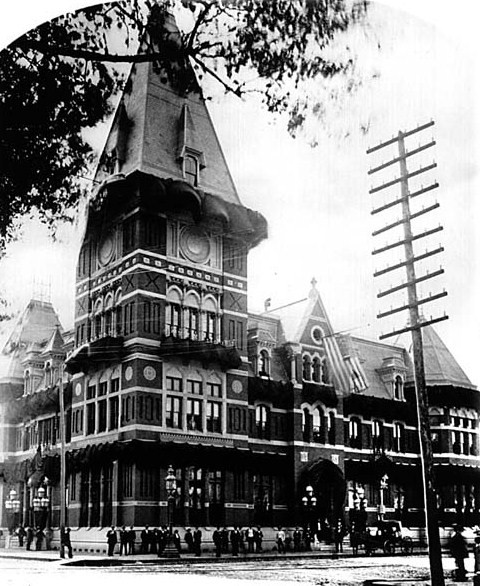
1881年7月2日，加菲尔德就在上图所示的哥伦比亚特区巴尔的摩和波托马克火车站遇刺

美国许多医生此时已经了解约瑟夫·李斯特在消毒防腐领域的突破，李斯特本人也曾于1876年到访美国，但该国大部分医生对新技术还不够信任，为总统治疗的医生里更是没有人主张借鉴创新。总统遇刺后负责治疗的多克特·威拉德·布利斯是知名医师兼外科医生，也是加菲尔德的老朋友，带领十余名医生马上开始用未消毒的手指和器械检查伤口。加菲尔德服用吗啡止痛后要求布利斯直言他熬过此劫的几率，布利斯回答只有百分之一。“好吧多克特，咱们试试。”
此后几天，加菲尔德的病情略有改善，举国上下都在关注首都的消息并祈祷。总统此后再也没有站起来，但还能坐起身或是书写，人们对他的情况非常乐观，甚至把出海轮船装扮成海上医院，作为协助总统康复的象征。他的进食主要是燕麦粥（但他很讨厌燕麦粥），以及白宫草坪放养的牛所挤牛奶。得知军队俘虏的印第安人酋长坐牛没饭吃后加菲尔德先是说：“让他饿着吧”，然后又说：“可别，把我这些麦片给他吃吧”。X射线仪器还要再过14年才发明，否则布利斯等医生很可能早日找到总统体内的子弹。亚历山大·格拉汉姆·贝尔曾用发明的原始金属探测器在他人身上找到子弹位置，但在加菲尔德身上却行不通，这主要是因为布利斯坚持主控治疗过程，不愿贝尔长时间检查总统。布利斯认定的子弹位置有误，探测器又只能检查他指定的部位。首次检查失败后，贝尔在改善仪器探测能力后返回，这次检查在布利斯认定的子弹位置周围听到噪音，但与发明人过去检查时听到的声音不同。布利斯就此断定子弹在他以为的方位并发公告宣布实验成功，“现在已经一致认定枪弹的合理位置，即正如之前所述的那样，位于腹前壁、紧挨腹股沟，肚脐右下方约五英寸（12.7厘米）”。
首都夏季非常炎热，工作人员使用风扇和冰块把病房气温降低11摄氏度左右，堪称人类早期空调。设备由海军工程师和科学家合作研发，希望有益总统康复。虽会发出很大噪音并大幅提升房内湿度，但众人想方设法解决，竭力缓解总统病痛。
7月23日，加菲尔德的病情开始恶化，体温升至40°C。医生担心伤口的脓肿，以手术插入导管。此举起初似乎有效，总统7月29日还在床上主持内阁会议，布利斯要求内阁官员不要谈论任何可能导致总统激动的事。医生顺着深入病人体内的脓肿探查，想要找到子弹，估计此举令感染更加严重。1881年8月，加菲尔德除签署一份引渡文件外已无法行使职责，月底他已非常虚弱，体重从95公斤减至59公斤。
加菲尔德一直想离开既炎热又不卫生的首都，九月上旬，医生同意把他送到新泽西州蒙茅斯縣埃尔贝伦（Elberon），第一夫人夏初便在此休养。9月5日，加菲尔德最后一次离开白宫，乘配有特殊缓冲装置的火车离开首都，前往志愿者一夜之间为他建在海边的弗兰克林别墅。加菲尔德能在此看到大海，众多官员和记者聚集此地，看着总统走向死亡。加菲尔德的私人秘书乔·斯坦利·布朗（Joe Stanley Brown）写道：“我从住的屋子走到他床前，大西洋海岸的波涛声一直在耳中回荡，时至今日我都无法忘记那可怕的悲剧，但却根本想不起那时海浪的声音。”
9月18日，加菲尔德问起朋友罗克韦尔（A.F. Rockwell）上校，自己是否能在历史上拥有一席之地。罗克韦尔给予肯定，称还有大好事业等着总统完成，但加菲尔德回答：“不，我的事已经做完。”次日，同时遭受肺炎和心脏疼痛折腾的总统惊讶地发现，虽然感觉还不错，但他已经拿不起酒杯。他在晚上十点一刻醒来，把手放在胸口并告知一旁守候的白宫办公厅主任兼好友戴维·斯威姆（David G. Swaim）感到胸前巨痛。总统想喝水，喝完斯威姆拿来的水后又称：“斯威姆，这里实在太痛，你用手帮我按一下”。斯威姆把手放在加菲尔德胸前，总统本能地抬起双手并捂住胸口大喊：“别！斯威姆！快停下！天呐！老天！斯威姆！”斯威姆下令找来布利斯，医生赶到时总统已经昏迷。布利斯努力抢救，但加菲尔德再也没有醒来，于晚上十点半去世，享年49岁。从记者口中得知总统死讯后，切斯特·艾伦·阿瑟宣誓就职，纽约最高法院大法官约翰·布雷迪（John R. Brady）主持宣誓仪式。
历史学家和医疗专家认为，凭借现代医疗知识和设备，医生很可能挽救加菲尔德的生命。当时的医学实践标准优先考虑确定子弹路径，加菲尔德的医生用手指检查伤口、寻找子弹时没有先为手指消毒，这在19世纪80年代非常普遍，但现代医学已证实此举极易导致感染。历史学家认为加菲尔德去世的主要原因是大面积感染。佩斯金认为，加菲尔德不是死于医生操作不当，子弹深入体力无法取出，感染和血液中毒根本无可避免，还会损伤器官和脊椎。新泽西医学与牙科大学外科教授鲁特科认为，饥饿也是加菲尔德的死因。在他看来，前总统“伤势远不到致命程度，按今日标准，他只需两三天就能回家”。2013年，西奥多·帕帕斯（Theodore Pappas）和沙尔扎德·乔哈里法德（Shahrzad Joharifard）在《美国外科期刊》发文，质疑加菲尔德遇刺后医疗情况的传统记载。文中认定加菲尔德遭遇枪击后不久在脾动脉位置患上假性动脉瘤，所以没有马上死于大出血，而是在相当一段时间后因动脉破裂去世。两人还称，他的病痛其实是急性膽囊炎引起。文章根据驗屍报告推断，胆囊炎是1881年7月医生意外刺穿总统胆囊引发，此时枪击案发已过去三到四周。帕帕斯与乔哈里法德表示，加菲尔德的病情因胆囊炎恶化，从7月23日开始已经看得出来。
1881年10月14日，吉托因谋杀总统受审。他在法庭上自称只想枪击加菲尔德，无意杀人，所以不应对总统之死负责。被告还称：“加菲尔德将军死于医疗事故，他的医生都说枪伤不致命。治疗失当的医生应该对他的死负责，不该找上袭击他的人。应以谋杀詹姆斯·艾布拉姆·加菲尔德的罪名起诉他们，而不是我。”法庭现场非常混乱，吉托经常打断庭审或起身自辩，他的律师以精神障碍辩护，但陪审团最后在1882年1月5日裁定被告罪名成立并判绞刑。吉托很可能患有神经梅毒导致生理和精神损伤，他在1882年6月30日处死。

## 葬礼与纪念
加菲尔德的丧葬火车从来时的特别铁路离开埃尔贝伦，铁轨上到处都是鲜花，两边房屋插着国旗。他的遗体送回首都，之后再送到克利夫兰入土为安。他的遗体在国会大厦圆形大厅接受瞻仰，七万余人前来致敬，其中有些等待三个多小时。1881年9月25日，15万余人在克利夫兰为他送行，相当于该市人口总量。加菲尔德的棺木临时葬入湖景公墓，直到加菲尔德纪念堂建成。

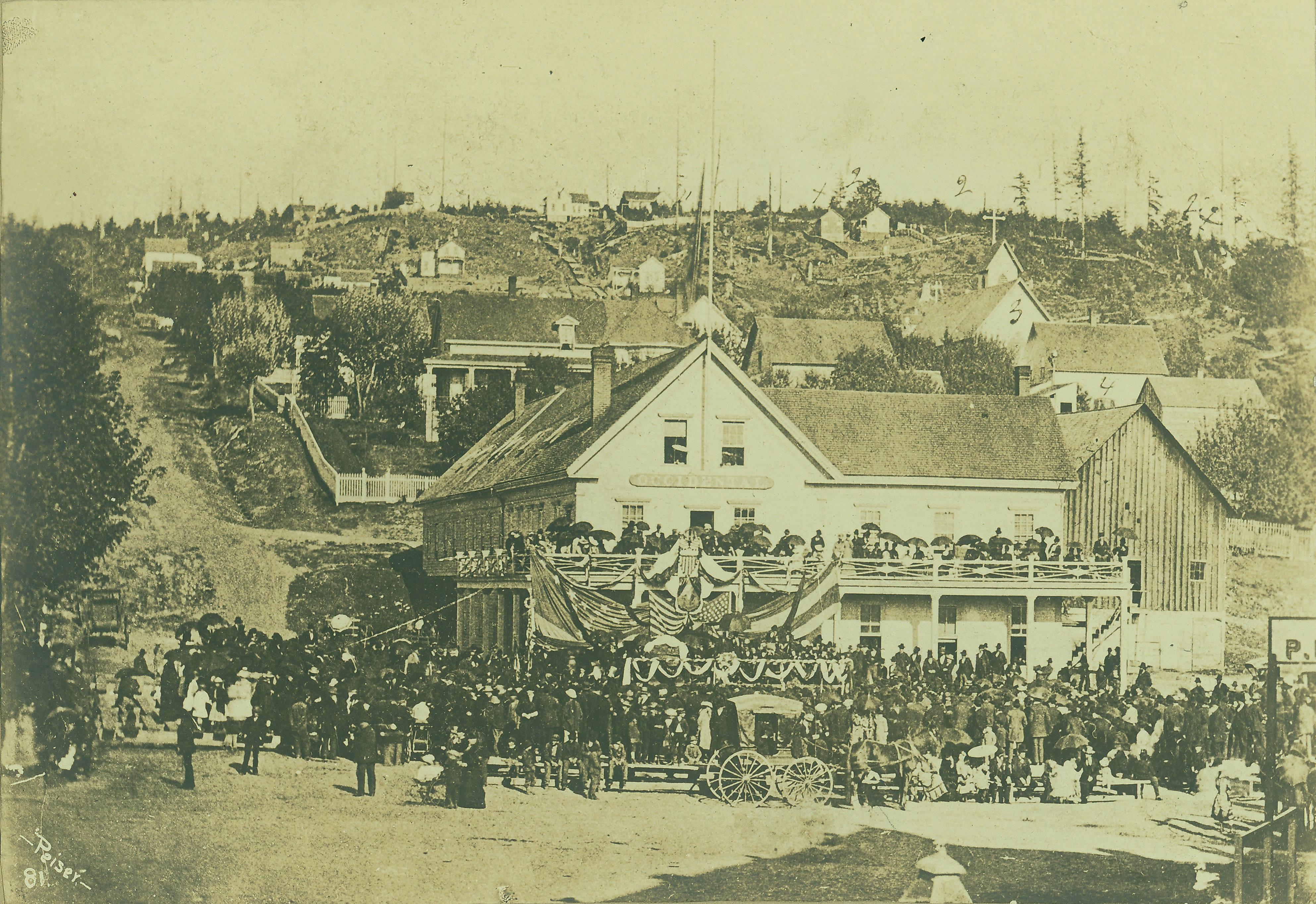
1881年9月27日，华盛顿州西雅圖西方酒店门前的西方广场举办加菲尔德追悼会

加菲尔德的纪念物在全美各地涌现。加菲尔德去世七个月后，美國郵政部于1882年4月10日发行纪念邮票。1884年，雕塑家弗兰克·哈珀斯伯格（Frank Happersberger）在旧金山百花溫室立起加菲尔德雕像。1887年，詹姆斯·艾布拉姆·加菲尔德纪念雕像在国会大厦旁揭幕。1896年，詹姆斯·加菲尔德纪念碑在费城费尔芒特公园落成。澳大利亚維多利亞州小镇卡尼巴溪（Cannibal Creek）更名加菲尔德以示纪念。
1890年5月19日，加菲尔德的遗体永久下葬克利夫兰湖景公墓所建陵墓。现场仪式庄重宏大，前总统海斯、总统本杰明·哈里森和未来总统威廉·麦金莱出席。一同出席的还有加菲尔德任内财政部长温德姆。哈里森发言时称，加菲尔德“既是学生，也是导师”，他一生的事业和死亡永远都是美国历史上最发人深省的事例。墓碑上的字迹把加菲尔德称为导师、联邦军少将和演说家，还有他宣誓就职总统，以及遗体在国会大厦圆形大厅接受瞻仰的图案。
求职不成便谋杀总统，吉托的疯狂举动促使公众意识到公务员制度改革刻不容缓。俄亥俄州民主党联邦参议员乔治·彭德尔顿（George H. Pendleton）发起改革主张，促使政府在1883年1月颁布《彭德尔顿法案》。根据新法，人们不能再靠提供政治好处换取联邦官职或连任，公务员竞争考核上岗，以绩效论英雄。为确保改革落实，国会与新总统阿瑟创立公务员委员会并提供运作经费。不过，《彭德尔顿法案》仅覆盖一成联邦政府雇员。阿瑟此前以长期支持猎官制闻名，但继任总统后最留传后世的成就却是公务员改革。
1886年，俄亥俄州赠送、查尔斯·尼豪斯（Charles Niehaus）打造的詹姆斯·艾布拉姆·加菲尔德大理石雕像落户国会大厦国家雕塑展览馆收藏。

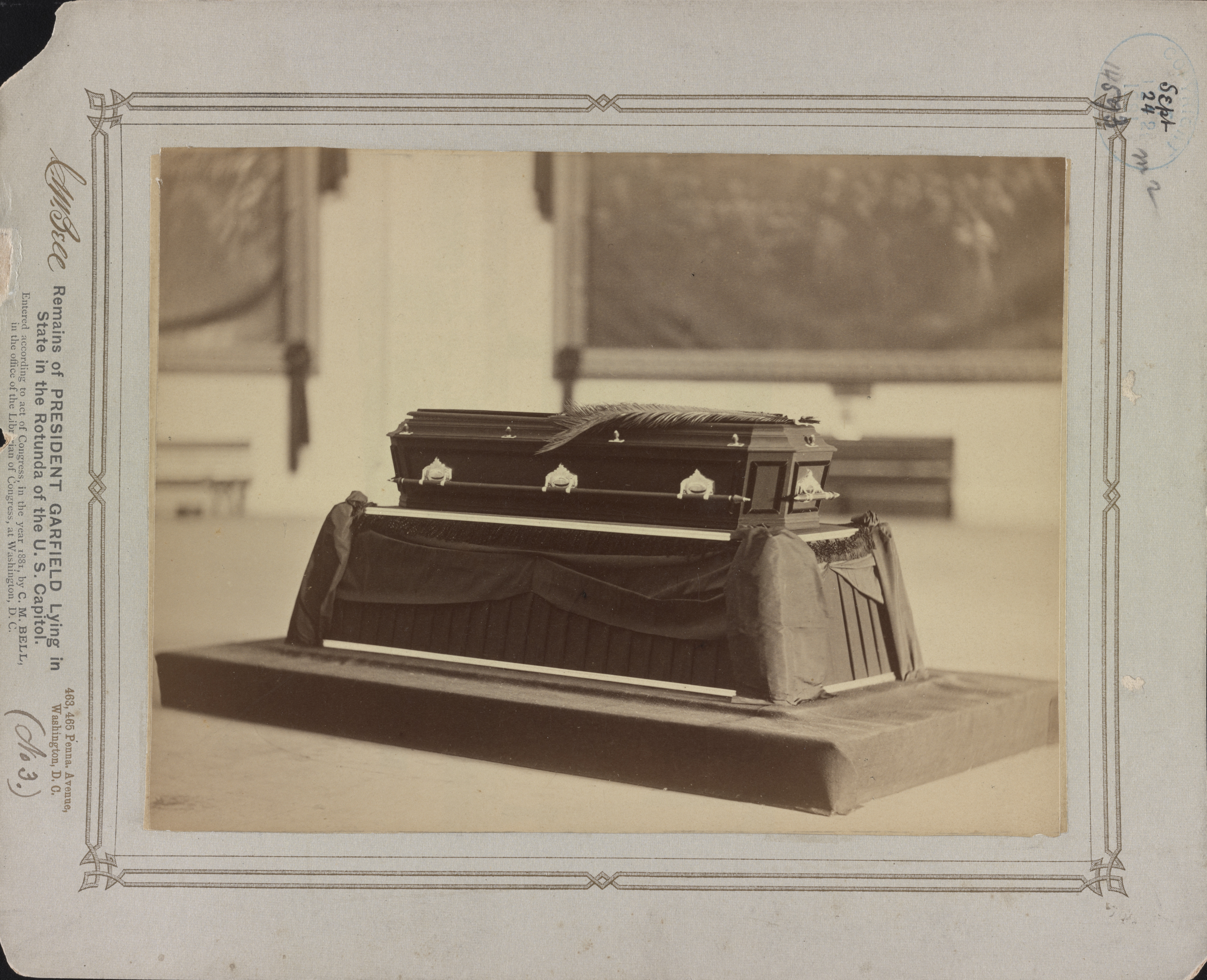
加菲尔德的棺木在国会大厦圆形大厅接受瞻仰
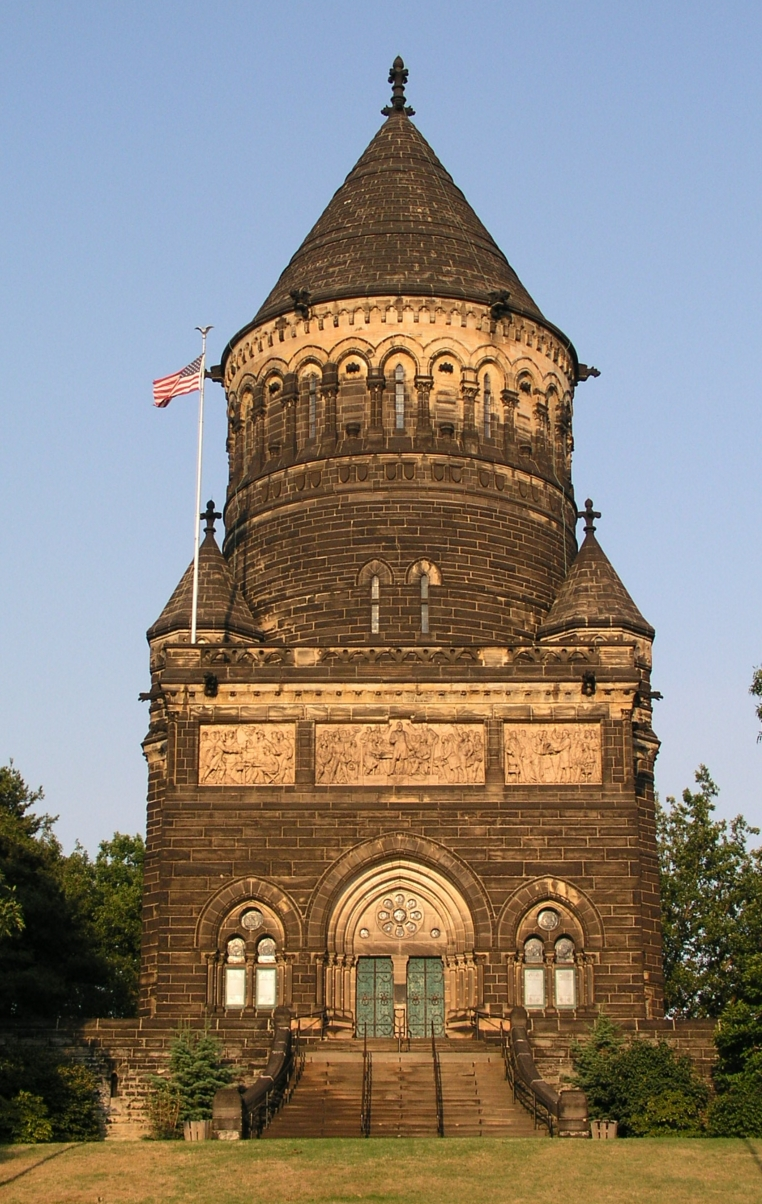
俄亥俄州克利夫兰湖景公墓的加菲尔德纪念堂
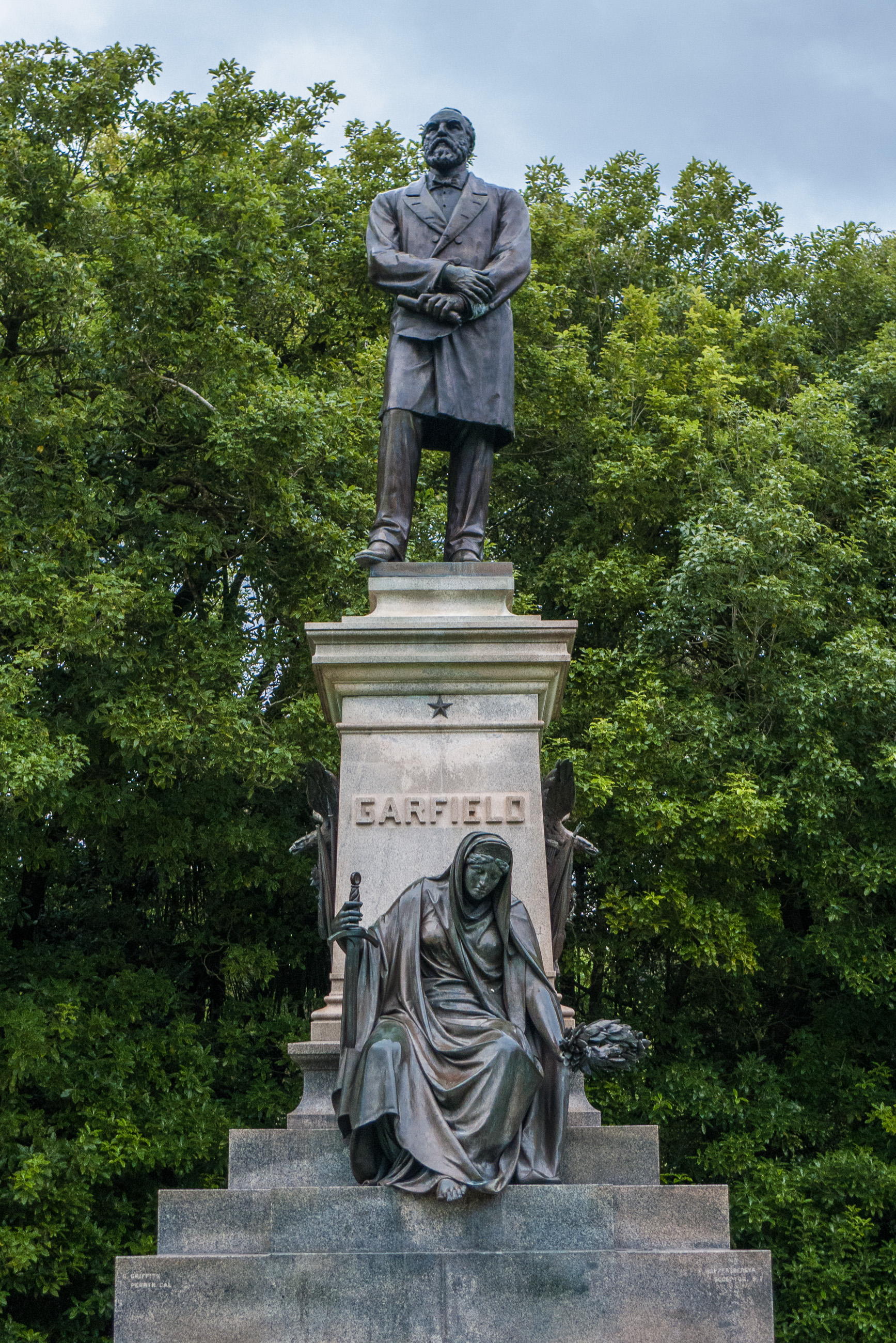
旧金山金门公园的加菲尔德纪念雕像，弗兰克·哈珀斯伯格创作
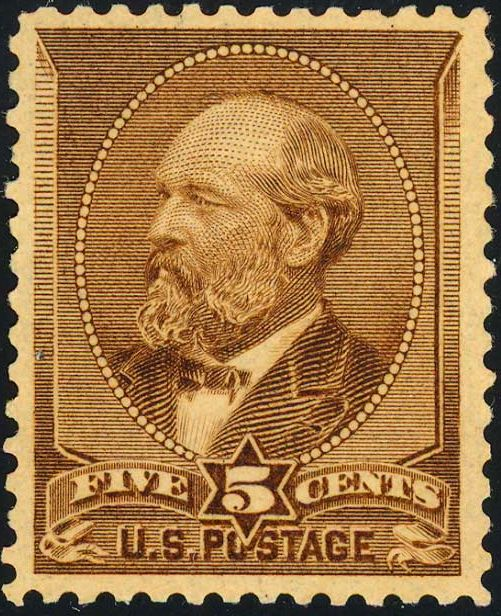
1882年发行的第一种加菲尔德邮票

## 影响和历史评价
去世后几年间，加菲尔德的生平被视为家徒四壁少年郎，来日不惭世上英的美式成功典范。佩斯金指出，美国人对加菲尔德的敬仰不仅因为他是前总统，更是因为他们心中最珍视的愿望都在他生平实现。19世纪80年代后期，共和党内派系斗争趋于消退，人们对加菲尔德的纪念也逐渐退烧。19世纪90年代，美国人对政治家感到幻灭，从其他途径寻找生活启迪，把实业家、劳工领袖和科学家等人物视为英雄，越来越多人忘记加菲尔德短暂的总统任期。
历史的车轮进入20世纪后，公众对加菲尔德的记忆依然波澜不兴。湯瑪斯·伍爾夫认为，包括加菲尔德在内所有镀金时代的总统无论形象还是事迹都已淡出公众视野，人们甚至已分不清谁是谁。“镀金时代政治家已经离开公众视线，从其他领域影响美国的人物足以掩盖他们的光芒：如强盗男爵、发明家、社会改革倡导者，以及其他推动美国迅速变化的人。”阿克曼指出，新鲜事物和人物吸引美国人的眼光，繁忙的20世纪令加菲尔德时代更显遥不可及，那时的领导人变得默默无闻，沦为嘲讽目标。
为加菲尔德立传的作家，以及研究他总统任期的学者大多给予高度评价，认为他的总统任期开局态势喜人，只是过早夭折。历史学家贾斯特斯·多恩内克（Justus D. Doenecke）认为加菲尔德虽有些神秘，但这不影响成就的亮眼：“他战胜中坚派来强化总统威信和权力，他聪明、敏感、机警，对政府运作的了解程度无与伦比”。不过，多恩内克认为加菲尔德不该解职梅里特任命罗伯逊，还称参议院确认罗伯逊上任后，行政机构事物未必都是总统说了算。考德威尔1931年宣称：“如果加菲尔德青史留名，估计很可能是因为人格魅力，也可能是因为生平和死亡。危险的党派政治机器体制一度有吞噬全国之势，是他打出精准的第一击，即便当年能够康复，或许他也无法成就更多”。鲁特科指出，加菲尔德的总统任期刚刚开始便戛然而止，为后世留下无尽的诱人想象空间。
斯佩金认为，世人对加菲尔德从政生涯的认可还远远不够：
的确，他的成就算不上大胆，称不上英雄，但他身处的时代并不缺英雄。他的总统任期如暴风雨般短暂，从许多角度来看还很不幸，但美国总统的权力仍然在他任内增强。身为公众人物，他在近二十年间参与几乎所有国家重大议题；身为党派旗手，他与布莱恩重塑共和党，引领合众国走进二十世纪。

## 脚注
1. ↑  The election of President James Garfield of Ohio.
2. ↑  Peskin 1978，第4–6頁.
3. ↑  Peskin 1978，第6–7頁.
4. ↑  Peskin 1978，第8–10頁.
5. ↑  Rutkow 2006，第4頁.
6. 1 2  Peskin 1978，第10–11頁.
7. ↑  Brown 1881，第23頁.
8. ↑  Brown 1881，第30–33頁.
9. ↑  Rutkow 2006，第10頁.
10. ↑  Peskin 1978，第14–17頁.
11. ↑  Peskin 1978，第13頁.
12. ↑  Rutkow 2006，第6頁.
13. ↑  Brown 1881，第71–73頁.
14. ↑  Brown 1881，第47–49頁.
15. 1 2  Peskin 1978，第16頁.
16. ↑  Peskin 1978，第17頁.
17. ↑  McAlister & Tucker 1975，第252頁.
18. ↑  Peskin 1978，第21頁.
19. ↑  Peskin 1978，第27–28頁.
20. ↑  Peskin 1978，第22–23頁.
21. ↑  Peskin 1978，第29頁.
22. ↑  Brown 1881，第56頁; Peskin 1978，第30頁.
23. ↑  Peskin 1978，第34頁.
24. 1 2 3  Rutkow 2006，第8頁.
25. ↑  Phi Beta Kappa Presidents.
26. ↑  Rutkow 2006，第11頁.
27. ↑  Rutkow 2006，第44頁.
28. ↑  MSS291956.
29. ↑  Brown 1881，第74–75頁.
30. ↑  Peskin 1978，第82頁.
31. ↑  Peskin 1978，第60–61頁.
32. ↑  Peskin 1978，第73頁.
33. 1 2  Peskin 1978，第86–87頁.
34. 1 2  Peskin 1978，第87–89頁.
35. 1 2 3  Peskin 1978，第90–93頁.
36. ↑  Peskin 1978，第98–101頁.
37. 1 2  Peskin 1978，第101–103頁.
38. 1 2  Peskin 1978，第106–112頁.
39. ↑  Peskin 1978，第112–115頁.
40. ↑  Caldwell 1965，第76–78頁.
41. ↑  Peskin 1978，第116–120頁.
42. ↑  Peskin 1978，第128頁.
43. 1 2  Peskin 1978，第122–127頁.
44. ↑  Caldwell 1965，第81–82頁.
45. ↑  Peskin 1978，第131–133頁.
46. ↑  Peskin 1978，第134–135頁.
47. 1 2  Peskin 1978，第135–137頁.
48. ↑  Peskin 1978，第138–139頁.
49. ↑  Peskin 1978，第632–633頁.
50. 1 2  Peskin 1978，第146–147頁.
51. ↑  Peskin 1978，第147–148頁.
52. ↑  Peskin 1978，第149–151頁.
53. ↑  Peskin 1978，第160–161頁.
54. ↑  Peskin 1978，第161–162頁.
55. 1 2  Peskin 1978，第162–165頁.
56. ↑  Peskin 1978，第166頁.
57. ↑  Peskin 1978，第176頁.
58. ↑  Peskin 1978，第169頁.
59. ↑  Peskin 1978，第170頁.
60. ↑  Peskin 1978，第177頁.
61. 1 2  Peskin 1978，第180–182頁.
62. ↑  Peskin 1978，第183–189頁.
63. 1 2 3  Peskin 1978，第205–208頁.
64. ↑  Peskin 1978，第210頁.
65. ↑  Peskin 1978，第213頁.
66. ↑  Peskin 1978，第219–220頁.
67. ↑  Smith 2001，第550–551頁.
68. ↑  Rutkow 2006，第17頁; Peskin 1978，第148頁.
69. ↑  Rutkow 2006，第18頁.
70. ↑  Caldwell 1965，第139–142頁.
71. 1 2  Rutkow 2006，第25–26頁.
72. ↑  Peskin 1978，第233頁.
73. ↑  Peskin 1978，第234頁.
74. ↑  Peskin 1978，第152頁.
75. ↑  Peskin 1978，第224頁.
76. ↑  Caldwell 1965，第145–147頁.
77. ↑  Peskin 1978，第232頁.
78. ↑  Peskin 1978，第156頁.
79. ↑  Peskin 1978，第241頁.
80. ↑  Peskin 1978，第240頁.
81. ↑  Brown 1881，第134–137頁.
82. ↑  Caldwell 1965，第153頁.
83. ↑  Peskin 1978，第250頁.
84. ↑  Caldwell 1965，第154–155頁.
85. ↑  Caldwell 1965，第155–156頁.
86. ↑  Doenecke 1981，第47–48頁.
87. ↑  Fredrickson 1971，第185頁.
88. ↑  Peskin 1978，第279頁.
89. ↑  Caldwell 1965，第170–172頁.
90. ↑  Peskin 1978，第278頁.
91. ↑  Caldwell 1965，第173–174頁; Peskin 1978，第287–289頁.
92. ↑  Peskin 1978，第332–334頁.
93. ↑  Caldwell 1965，第205–218頁.
94. ↑  Peskin 1978，第261頁.
95. ↑  Peskin 1978，第268頁.
96. ↑  Rutkow 2006，第31–32頁.
97. ↑  Peskin 1978，第265, 327頁.
98. ↑  McFeely 1981，第328頁; Peskin 1978，第311頁.
99. 1 2  Peskin 1978，第350–351頁.
100. ↑  Caldwell 1965，第219頁.
101. ↑  Caldwell 1965，第224–226頁.
102. ↑  Peskin 1978，第354–359頁.
103. 1 2  Peskin 1978，第362頁.
104. ↑  Rutkow 2006，第34頁.
105. ↑  Caldwell 1965，第230頁.
106. ↑  Peskin 1978，第148, 244, 277, 292頁.
107. ↑  Caldwell 1965，第233–236頁; Rutkow 2006，第34–35頁.
108. ↑  Rutkow 2006，第37–39頁.
109. ↑  Peskin 1978，第331頁.
110. ↑  Peskin 1978，第335–338頁.
111. ↑  Peskin 1978，第398–400頁.
112. ↑  Peskin 1978，第401–405頁.
113. ↑  Caldwell 1965，第251–261頁; Rutkow 2006，第40頁.
114. ↑  Rutkow 2006，第41頁.
115. ↑  Caldwell 1965，第261頁.
116. ↑  Peskin 1978，第498頁.
117. ↑  Peskin 1978，第442–447頁.
118. ↑  James A. Garfield & history.com.
119. ↑  Peskin 1978，第270頁.
120. ↑  Peskin 1978，第347頁.
121. ↑  McFeely 1981，第387–389, 392頁.
122. ↑  Dunham 1994，第99頁.
123. ↑  Ringerberg 1982，第365-382頁.
124. ↑  Peskin 1981，第483-492頁.
125. 1 2  Peskin 1978，第454–455頁.
126. ↑  Peskin 1978，第456–457頁.
127. ↑  Doenecke 1981，第17–19頁.
128. ↑  Matthews 2016.
129. 1 2 3  Ackerman 2003，第81–83頁.
130. ↑  Peskin 1978，第464–465頁.
131. ↑  Peskin 1978，第466–469頁.
132. ↑  Ackerman 2003，第96–101頁.
133. ↑  Peskin 1978，第472–475頁.
134. ↑  Peskin 1978，第475–477頁.
135. ↑  Ackerman 2003，第110–114頁.
136. ↑  Peskin 1978，第480–481頁.
137. 1 2  Peskin 1978，第488–491頁.
138. ↑  Peskin 1978，第498–500頁.
139. ↑  Peskin 1978，第501–502頁.
140. ↑  Clancy 1958，第175–180頁.
141. 1 2  Peskin 1978，第493–494頁.
142. ↑  Clancy 1958，第232–233頁.
143. ↑  Peskin 1978，第511–513頁.
144. ↑  1789至1996年美国总统大选结果.
145. ↑  Peskin 1978，第510–511頁.
146. ↑  Peskin 1978，第519–521頁.
147. ↑  Peskin 1978，第554–555頁.
148. ↑  Doenecke 1981，第33–36頁.
149. ↑  Peskin 1978，第555–561頁.
150. ↑  Caldwell 1965，第330頁.
151. ↑  Peskin 1978，第538–540頁.
152. ↑  Peskin 1978，第539頁.
153. ↑  Doenecke 1981，第38頁.
154. ↑  Peskin 1978，第572頁.
155. 1 2  Kennedy 1881.
156. ↑  The Court Controversy: Not Unprecedented.
157. 1 2  Doenecke 1981，第39–41頁.
158. 1 2  Peskin 1978，第578頁.
159. ↑  Peskin 1978，第580頁.
160. ↑  Doenecke 1981，第94–95頁.
161. ↑  Doenecke 1981，第48頁.
162. 1 2  Doenecke 1981，第48–49頁.
163. ↑  Steudeman 2018，第199–228頁.
164. 1 2  Doenecke 1981，第49–50頁.
165. ↑  Doenecke 1981，第50–53頁.
166. 1 2 3  Crapol 2000，第62–64頁.
167. 1 2  Crapol 2000，第65–66頁; Doenecke 1981，第55–57頁.
168. ↑  Crapol 2000，第70頁; Doenecke 1981，第57–58頁.
169. ↑  Crapol 2000，第74–80頁; Peskin 1978，第576–577頁.
170. ↑  Crapol 2000，第81頁; Doenecke 1981，第71–73頁.
171. ↑  Doenecke 1981，第145–147頁.
172. ↑  Doenecke 1981，第130–131頁.
173. ↑  Doenecke 1981，第148–149頁.
174. ↑  Ackerman 2003，第114頁.
175. ↑  Ackerman 2003，第151–152頁.
176. ↑  Ackerman 2003，第189–190, 237頁.
177. ↑  Resick 2015.
178. ↑  Kiehl 2015，第76頁.
179. ↑  Ackerman 2003，第237–238頁.
180. ↑  Ackerman 2003，第278–279頁.
181. ↑  Ackerman 2003，第299頁.
182. ↑  Ackerman 2003，第305–308頁.
183. ↑  Ackerman 2003，第313–316頁.
184. ↑  Ackerman 2003，第328–330頁.
185. ↑  Peskin 1978，第596頁.
186. ↑  Ackerman 2003，第335–340頁.
187. ↑  Ackerman 2003，第333–334頁.
188. ↑  Ackerman 2003，第335頁.
189. ↑  Ackerman 2003，第335–336頁.
190. ↑  Rutkow 2006，第88–89頁.
191. ↑  Rutkow 2006，第106–107頁.
192. ↑  Ackerman 2003，第346頁.
193. 1 2  Peskin 1978，第601–602頁.
194. ↑  Millard 2011，第201–202, 213頁.
195. ↑  Millard 2011，第178頁.
196. ↑  Peskin 1978，第603頁.
197. ↑  EyeWitness to History 1999.
198. ↑  Ackerman 2003，第374–375頁.
199. ↑  Ackerman 2003，第374–376頁.
200. ↑  Caldwell 1965，第355頁.
201. ↑  Ridpath 1881，第638頁.
202. ↑  Rosen 2016，第173頁.
203. ↑  Ackerman 2003，第376–377頁; Rutkow 2006，第127頁.
204. ↑  Peskin 1978，第608頁.
205. 1 2 3 4  Schaffer 2006.
206. ↑  Healy 2008.
207. ↑  Charies & Hanks 2018.
208. ↑  Peskin 1978，第607頁.
209. ↑  Pappas & Joharifard，第613–618頁.
210. ↑  Millard 2011，第239頁.
211. ↑  Paulson 2006，第77–91頁.
212. ↑  Ackerman 2003，第444–446頁.
213. 1 2 3  Peskin 1978，第608–609頁.
214. ↑  Smithsonian 2006.
215. ↑  Radford & Radford 2002，第23頁.
216. ↑  Ackerman 2003，第441頁.
217. ↑  Bach 1992，第207頁.
218. ↑  Garfield Township Strategy.
219. 1 2  Memorial 1890，第46–49頁.
220. ↑  Memorial 1890，第51頁.
221. ↑  Memorial 1890，第34–35頁.
222. 1 2  Doenecke 1981，第100–102頁.
223. 1 2  Doenecke 1981，第102–103頁.
224. ↑  Peskin 1978，第610頁.
225. ↑  Architect of the Capitol Under the Direction of the Joint Committee on the Library 1965，第210頁.
226. ↑  Peskin 2000.
227. 1 2  Rutkow 2006，第136頁.
228. 1 2  Ackerman 2003，第399頁.
229. ↑  Doenecke 1981，第182頁.
230. ↑  Doenecke 1981，第183頁.
231. ↑  Caldwell 1965，第363頁.
232. ↑  Peskin 1978，第611頁.

## 扩展阅读
- Millard, Candice. . New York, New York: Anchor Books. 2012. ISBN 978-0767929714.
- Henry Franklin Graff (编). . Scribner. 1984  [2021-01-14]. （原始内容存档于2021-02-13）.
- Bernard A. Weisberger. . World Biography U.S. President. Advameg.   [2021-01-14]. （原始内容存档于2021-02-11）.